# Gambit Marshall
Cet article utilise la notation algébrique pour décrire des coups du jeu d'échecs.
|   | a | b | c | d | e | f | g | h |   |
| 8 | Tour noire sur case blanche a8 · Fou noir sur case blanche c8 · Dame noire sur case noire d8 · Tour noire sur case noire f8 · Roi noir sur case blanche g8 · Pion noir sur case noire c7 · Fou noir sur case noire e7 · Pion noir sur case blanche f7 · Pion noir sur case noire g7 · Pion noir sur case blanche h7 · Pion noir sur case blanche a6 · Cavalier noir sur case blanche c6 · Cavalier noir sur case noire f6 · Pion noir sur case blanche b5 · Pion noir sur case blanche d5 · Pion noir sur case noire e5 · Pion blanc sur case blanche e4 · Fou blanc sur case blanche b3 · Pion blanc sur case noire c3 · Cavalier blanc sur case blanche f3 · Pion blanc sur case blanche a2 · Pion blanc sur case noire b2 · Pion blanc sur case noire d2 · Pion blanc sur case noire f2 · Pion blanc sur case blanche g2 · Pion blanc sur case noire h2 · Tour blanche sur case noire a1 · Cavalier blanc sur case blanche b1 · Fou blanc sur case noire c1 · Dame blanche sur case blanche d1 · Tour blanche sur case noire e1 · Roi blanc sur case noire g1 | Tour noire sur case blanche a8 · Fou noir sur case blanche c8 · Dame noire sur case noire d8 · Tour noire sur case noire f8 · Roi noir sur case blanche g8 · Pion noir sur case noire c7 · Fou noir sur case noire e7 · Pion noir sur case blanche f7 · Pion noir sur case noire g7 · Pion noir sur case blanche h7 · Pion noir sur case blanche a6 · Cavalier noir sur case blanche c6 · Cavalier noir sur case noire f6 · Pion noir sur case blanche b5 · Pion noir sur case blanche d5 · Pion noir sur case noire e5 · Pion blanc sur case blanche e4 · Fou blanc sur case blanche b3 · Pion blanc sur case noire c3 · Cavalier blanc sur case blanche f3 · Pion blanc sur case blanche a2 · Pion blanc sur case noire b2 · Pion blanc sur case noire d2 · Pion blanc sur case noire f2 · Pion blanc sur case blanche g2 · Pion blanc sur case noire h2 · Tour blanche sur case noire a1 · Cavalier blanc sur case blanche b1 · Fou blanc sur case noire c1 · Dame blanche sur case blanche d1 · Tour blanche sur case noire e1 · Roi blanc sur case noire g1 | Tour noire sur case blanche a8 · Fou noir sur case blanche c8 · Dame noire sur case noire d8 · Tour noire sur case noire f8 · Roi noir sur case blanche g8 · Pion noir sur case noire c7 · Fou noir sur case noire e7 · Pion noir sur case blanche f7 · Pion noir sur case noire g7 · Pion noir sur case blanche h7 · Pion noir sur case blanche a6 · Cavalier noir sur case blanche c6 · Cavalier noir sur case noire f6 · Pion noir sur case blanche b5 · Pion noir sur case blanche d5 · Pion noir sur case noire e5 · Pion blanc sur case blanche e4 · Fou blanc sur case blanche b3 · Pion blanc sur case noire c3 · Cavalier blanc sur case blanche f3 · Pion blanc sur case blanche a2 · Pion blanc sur case noire b2 · Pion blanc sur case noire d2 · Pion blanc sur case noire f2 · Pion blanc sur case blanche g2 · Pion blanc sur case noire h2 · Tour blanche sur case noire a1 · Cavalier blanc sur case blanche b1 · Fou blanc sur case noire c1 · Dame blanche sur case blanche d1 · Tour blanche sur case noire e1 · Roi blanc sur case noire g1 | Tour noire sur case blanche a8 · Fou noir sur case blanche c8 · Dame noire sur case noire d8 · Tour noire sur case noire f8 · Roi noir sur case blanche g8 · Pion noir sur case noire c7 · Fou noir sur case noire e7 · Pion noir sur case blanche f7 · Pion noir sur case noire g7 · Pion noir sur case blanche h7 · Pion noir sur case blanche a6 · Cavalier noir sur case blanche c6 · Cavalier noir sur case noire f6 · Pion noir sur case blanche b5 · Pion noir sur case blanche d5 · Pion noir sur case noire e5 · Pion blanc sur case blanche e4 · Fou blanc sur case blanche b3 · Pion blanc sur case noire c3 · Cavalier blanc sur case blanche f3 · Pion blanc sur case blanche a2 · Pion blanc sur case noire b2 · Pion blanc sur case noire d2 · Pion blanc sur case noire f2 · Pion blanc sur case blanche g2 · Pion blanc sur case noire h2 · Tour blanche sur case noire a1 · Cavalier blanc sur case blanche b1 · Fou blanc sur case noire c1 · Dame blanche sur case blanche d1 · Tour blanche sur case noire e1 · Roi blanc sur case noire g1 | Tour noire sur case blanche a8 · Fou noir sur case blanche c8 · Dame noire sur case noire d8 · Tour noire sur case noire f8 · Roi noir sur case blanche g8 · Pion noir sur case noire c7 · Fou noir sur case noire e7 · Pion noir sur case blanche f7 · Pion noir sur case noire g7 · Pion noir sur case blanche h7 · Pion noir sur case blanche a6 · Cavalier noir sur case blanche c6 · Cavalier noir sur case noire f6 · Pion noir sur case blanche b5 · Pion noir sur case blanche d5 · Pion noir sur case noire e5 · Pion blanc sur case blanche e4 · Fou blanc sur case blanche b3 · Pion blanc sur case noire c3 · Cavalier blanc sur case blanche f3 · Pion blanc sur case blanche a2 · Pion blanc sur case noire b2 · Pion blanc sur case noire d2 · Pion blanc sur case noire f2 · Pion blanc sur case blanche g2 · Pion blanc sur case noire h2 · Tour blanche sur case noire a1 · Cavalier blanc sur case blanche b1 · Fou blanc sur case noire c1 · Dame blanche sur case blanche d1 · Tour blanche sur case noire e1 · Roi blanc sur case noire g1 | Tour noire sur case blanche a8 · Fou noir sur case blanche c8 · Dame noire sur case noire d8 · Tour noire sur case noire f8 · Roi noir sur case blanche g8 · Pion noir sur case noire c7 · Fou noir sur case noire e7 · Pion noir sur case blanche f7 · Pion noir sur case noire g7 · Pion noir sur case blanche h7 · Pion noir sur case blanche a6 · Cavalier noir sur case blanche c6 · Cavalier noir sur case noire f6 · Pion noir sur case blanche b5 · Pion noir sur case blanche d5 · Pion noir sur case noire e5 · Pion blanc sur case blanche e4 · Fou blanc sur case blanche b3 · Pion blanc sur case noire c3 · Cavalier blanc sur case blanche f3 · Pion blanc sur case blanche a2 · Pion blanc sur case noire b2 · Pion blanc sur case noire d2 · Pion blanc sur case noire f2 · Pion blanc sur case blanche g2 · Pion blanc sur case noire h2 · Tour blanche sur case noire a1 · Cavalier blanc sur case blanche b1 · Fou blanc sur case noire c1 · Dame blanche sur case blanche d1 · Tour blanche sur case noire e1 · Roi blanc sur case noire g1 | Tour noire sur case blanche a8 · Fou noir sur case blanche c8 · Dame noire sur case noire d8 · Tour noire sur case noire f8 · Roi noir sur case blanche g8 · Pion noir sur case noire c7 · Fou noir sur case noire e7 · Pion noir sur case blanche f7 · Pion noir sur case noire g7 · Pion noir sur case blanche h7 · Pion noir sur case blanche a6 · Cavalier noir sur case blanche c6 · Cavalier noir sur case noire f6 · Pion noir sur case blanche b5 · Pion noir sur case blanche d5 · Pion noir sur case noire e5 · Pion blanc sur case blanche e4 · Fou blanc sur case blanche b3 · Pion blanc sur case noire c3 · Cavalier blanc sur case blanche f3 · Pion blanc sur case blanche a2 · Pion blanc sur case noire b2 · Pion blanc sur case noire d2 · Pion blanc sur case noire f2 · Pion blanc sur case blanche g2 · Pion blanc sur case noire h2 · Tour blanche sur case noire a1 · Cavalier blanc sur case blanche b1 · Fou blanc sur case noire c1 · Dame blanche sur case blanche d1 · Tour blanche sur case noire e1 · Roi blanc sur case noire g1 | Tour noire sur case blanche a8 · Fou noir sur case blanche c8 · Dame noire sur case noire d8 · Tour noire sur case noire f8 · Roi noir sur case blanche g8 · Pion noir sur case noire c7 · Fou noir sur case noire e7 · Pion noir sur case blanche f7 · Pion noir sur case noire g7 · Pion noir sur case blanche h7 · Pion noir sur case blanche a6 · Cavalier noir sur case blanche c6 · Cavalier noir sur case noire f6 · Pion noir sur case blanche b5 · Pion noir sur case blanche d5 · Pion noir sur case noire e5 · Pion blanc sur case blanche e4 · Fou blanc sur case blanche b3 · Pion blanc sur case noire c3 · Cavalier blanc sur case blanche f3 · Pion blanc sur case blanche a2 · Pion blanc sur case noire b2 · Pion blanc sur case noire d2 · Pion blanc sur case noire f2 · Pion blanc sur case blanche g2 · Pion blanc sur case noire h2 · Tour blanche sur case noire a1 · Cavalier blanc sur case blanche b1 · Fou blanc sur case noire c1 · Dame blanche sur case blanche d1 · Tour blanche sur case noire e1 · Roi blanc sur case noire g1 | 8 |
| 7 | Tour noire sur case blanche a8 · Fou noir sur case blanche c8 · Dame noire sur case noire d8 · Tour noire sur case noire f8 · Roi noir sur case blanche g8 · Pion noir sur case noire c7 · Fou noir sur case noire e7 · Pion noir sur case blanche f7 · Pion noir sur case noire g7 · Pion noir sur case blanche h7 · Pion noir sur case blanche a6 · Cavalier noir sur case blanche c6 · Cavalier noir sur case noire f6 · Pion noir sur case blanche b5 · Pion noir sur case blanche d5 · Pion noir sur case noire e5 · Pion blanc sur case blanche e4 · Fou blanc sur case blanche b3 · Pion blanc sur case noire c3 · Cavalier blanc sur case blanche f3 · Pion blanc sur case blanche a2 · Pion blanc sur case noire b2 · Pion blanc sur case noire d2 · Pion blanc sur case noire f2 · Pion blanc sur case blanche g2 · Pion blanc sur case noire h2 · Tour blanche sur case noire a1 · Cavalier blanc sur case blanche b1 · Fou blanc sur case noire c1 · Dame blanche sur case blanche d1 · Tour blanche sur case noire e1 · Roi blanc sur case noire g1 | Tour noire sur case blanche a8 · Fou noir sur case blanche c8 · Dame noire sur case noire d8 · Tour noire sur case noire f8 · Roi noir sur case blanche g8 · Pion noir sur case noire c7 · Fou noir sur case noire e7 · Pion noir sur case blanche f7 · Pion noir sur case noire g7 · Pion noir sur case blanche h7 · Pion noir sur case blanche a6 · Cavalier noir sur case blanche c6 · Cavalier noir sur case noire f6 · Pion noir sur case blanche b5 · Pion noir sur case blanche d5 · Pion noir sur case noire e5 · Pion blanc sur case blanche e4 · Fou blanc sur case blanche b3 · Pion blanc sur case noire c3 · Cavalier blanc sur case blanche f3 · Pion blanc sur case blanche a2 · Pion blanc sur case noire b2 · Pion blanc sur case noire d2 · Pion blanc sur case noire f2 · Pion blanc sur case blanche g2 · Pion blanc sur case noire h2 · Tour blanche sur case noire a1 · Cavalier blanc sur case blanche b1 · Fou blanc sur case noire c1 · Dame blanche sur case blanche d1 · Tour blanche sur case noire e1 · Roi blanc sur case noire g1 | Tour noire sur case blanche a8 · Fou noir sur case blanche c8 · Dame noire sur case noire d8 · Tour noire sur case noire f8 · Roi noir sur case blanche g8 · Pion noir sur case noire c7 · Fou noir sur case noire e7 · Pion noir sur case blanche f7 · Pion noir sur case noire g7 · Pion noir sur case blanche h7 · Pion noir sur case blanche a6 · Cavalier noir sur case blanche c6 · Cavalier noir sur case noire f6 · Pion noir sur case blanche b5 · Pion noir sur case blanche d5 · Pion noir sur case noire e5 · Pion blanc sur case blanche e4 · Fou blanc sur case blanche b3 · Pion blanc sur case noire c3 · Cavalier blanc sur case blanche f3 · Pion blanc sur case blanche a2 · Pion blanc sur case noire b2 · Pion blanc sur case noire d2 · Pion blanc sur case noire f2 · Pion blanc sur case blanche g2 · Pion blanc sur case noire h2 · Tour blanche sur case noire a1 · Cavalier blanc sur case blanche b1 · Fou blanc sur case noire c1 · Dame blanche sur case blanche d1 · Tour blanche sur case noire e1 · Roi blanc sur case noire g1 | Tour noire sur case blanche a8 · Fou noir sur case blanche c8 · Dame noire sur case noire d8 · Tour noire sur case noire f8 · Roi noir sur case blanche g8 · Pion noir sur case noire c7 · Fou noir sur case noire e7 · Pion noir sur case blanche f7 · Pion noir sur case noire g7 · Pion noir sur case blanche h7 · Pion noir sur case blanche a6 · Cavalier noir sur case blanche c6 · Cavalier noir sur case noire f6 · Pion noir sur case blanche b5 · Pion noir sur case blanche d5 · Pion noir sur case noire e5 · Pion blanc sur case blanche e4 · Fou blanc sur case blanche b3 · Pion blanc sur case noire c3 · Cavalier blanc sur case blanche f3 · Pion blanc sur case blanche a2 · Pion blanc sur case noire b2 · Pion blanc sur case noire d2 · Pion blanc sur case noire f2 · Pion blanc sur case blanche g2 · Pion blanc sur case noire h2 · Tour blanche sur case noire a1 · Cavalier blanc sur case blanche b1 · Fou blanc sur case noire c1 · Dame blanche sur case blanche d1 · Tour blanche sur case noire e1 · Roi blanc sur case noire g1 | Tour noire sur case blanche a8 · Fou noir sur case blanche c8 · Dame noire sur case noire d8 · Tour noire sur case noire f8 · Roi noir sur case blanche g8 · Pion noir sur case noire c7 · Fou noir sur case noire e7 · Pion noir sur case blanche f7 · Pion noir sur case noire g7 · Pion noir sur case blanche h7 · Pion noir sur case blanche a6 · Cavalier noir sur case blanche c6 · Cavalier noir sur case noire f6 · Pion noir sur case blanche b5 · Pion noir sur case blanche d5 · Pion noir sur case noire e5 · Pion blanc sur case blanche e4 · Fou blanc sur case blanche b3 · Pion blanc sur case noire c3 · Cavalier blanc sur case blanche f3 · Pion blanc sur case blanche a2 · Pion blanc sur case noire b2 · Pion blanc sur case noire d2 · Pion blanc sur case noire f2 · Pion blanc sur case blanche g2 · Pion blanc sur case noire h2 · Tour blanche sur case noire a1 · Cavalier blanc sur case blanche b1 · Fou blanc sur case noire c1 · Dame blanche sur case blanche d1 · Tour blanche sur case noire e1 · Roi blanc sur case noire g1 | Tour noire sur case blanche a8 · Fou noir sur case blanche c8 · Dame noire sur case noire d8 · Tour noire sur case noire f8 · Roi noir sur case blanche g8 · Pion noir sur case noire c7 · Fou noir sur case noire e7 · Pion noir sur case blanche f7 · Pion noir sur case noire g7 · Pion noir sur case blanche h7 · Pion noir sur case blanche a6 · Cavalier noir sur case blanche c6 · Cavalier noir sur case noire f6 · Pion noir sur case blanche b5 · Pion noir sur case blanche d5 · Pion noir sur case noire e5 · Pion blanc sur case blanche e4 · Fou blanc sur case blanche b3 · Pion blanc sur case noire c3 · Cavalier blanc sur case blanche f3 · Pion blanc sur case blanche a2 · Pion blanc sur case noire b2 · Pion blanc sur case noire d2 · Pion blanc sur case noire f2 · Pion blanc sur case blanche g2 · Pion blanc sur case noire h2 · Tour blanche sur case noire a1 · Cavalier blanc sur case blanche b1 · Fou blanc sur case noire c1 · Dame blanche sur case blanche d1 · Tour blanche sur case noire e1 · Roi blanc sur case noire g1 | Tour noire sur case blanche a8 · Fou noir sur case blanche c8 · Dame noire sur case noire d8 · Tour noire sur case noire f8 · Roi noir sur case blanche g8 · Pion noir sur case noire c7 · Fou noir sur case noire e7 · Pion noir sur case blanche f7 · Pion noir sur case noire g7 · Pion noir sur case blanche h7 · Pion noir sur case blanche a6 · Cavalier noir sur case blanche c6 · Cavalier noir sur case noire f6 · Pion noir sur case blanche b5 · Pion noir sur case blanche d5 · Pion noir sur case noire e5 · Pion blanc sur case blanche e4 · Fou blanc sur case blanche b3 · Pion blanc sur case noire c3 · Cavalier blanc sur case blanche f3 · Pion blanc sur case blanche a2 · Pion blanc sur case noire b2 · Pion blanc sur case noire d2 · Pion blanc sur case noire f2 · Pion blanc sur case blanche g2 · Pion blanc sur case noire h2 · Tour blanche sur case noire a1 · Cavalier blanc sur case blanche b1 · Fou blanc sur case noire c1 · Dame blanche sur case blanche d1 · Tour blanche sur case noire e1 · Roi blanc sur case noire g1 | Tour noire sur case blanche a8 · Fou noir sur case blanche c8 · Dame noire sur case noire d8 · Tour noire sur case noire f8 · Roi noir sur case blanche g8 · Pion noir sur case noire c7 · Fou noir sur case noire e7 · Pion noir sur case blanche f7 · Pion noir sur case noire g7 · Pion noir sur case blanche h7 · Pion noir sur case blanche a6 · Cavalier noir sur case blanche c6 · Cavalier noir sur case noire f6 · Pion noir sur case blanche b5 · Pion noir sur case blanche d5 · Pion noir sur case noire e5 · Pion blanc sur case blanche e4 · Fou blanc sur case blanche b3 · Pion blanc sur case noire c3 · Cavalier blanc sur case blanche f3 · Pion blanc sur case blanche a2 · Pion blanc sur case noire b2 · Pion blanc sur case noire d2 · Pion blanc sur case noire f2 · Pion blanc sur case blanche g2 · Pion blanc sur case noire h2 · Tour blanche sur case noire a1 · Cavalier blanc sur case blanche b1 · Fou blanc sur case noire c1 · Dame blanche sur case blanche d1 · Tour blanche sur case noire e1 · Roi blanc sur case noire g1 | 7 |
| 6 | Tour noire sur case blanche a8 · Fou noir sur case blanche c8 · Dame noire sur case noire d8 · Tour noire sur case noire f8 · Roi noir sur case blanche g8 · Pion noir sur case noire c7 · Fou noir sur case noire e7 · Pion noir sur case blanche f7 · Pion noir sur case noire g7 · Pion noir sur case blanche h7 · Pion noir sur case blanche a6 · Cavalier noir sur case blanche c6 · Cavalier noir sur case noire f6 · Pion noir sur case blanche b5 · Pion noir sur case blanche d5 · Pion noir sur case noire e5 · Pion blanc sur case blanche e4 · Fou blanc sur case blanche b3 · Pion blanc sur case noire c3 · Cavalier blanc sur case blanche f3 · Pion blanc sur case blanche a2 · Pion blanc sur case noire b2 · Pion blanc sur case noire d2 · Pion blanc sur case noire f2 · Pion blanc sur case blanche g2 · Pion blanc sur case noire h2 · Tour blanche sur case noire a1 · Cavalier blanc sur case blanche b1 · Fou blanc sur case noire c1 · Dame blanche sur case blanche d1 · Tour blanche sur case noire e1 · Roi blanc sur case noire g1 | Tour noire sur case blanche a8 · Fou noir sur case blanche c8 · Dame noire sur case noire d8 · Tour noire sur case noire f8 · Roi noir sur case blanche g8 · Pion noir sur case noire c7 · Fou noir sur case noire e7 · Pion noir sur case blanche f7 · Pion noir sur case noire g7 · Pion noir sur case blanche h7 · Pion noir sur case blanche a6 · Cavalier noir sur case blanche c6 · Cavalier noir sur case noire f6 · Pion noir sur case blanche b5 · Pion noir sur case blanche d5 · Pion noir sur case noire e5 · Pion blanc sur case blanche e4 · Fou blanc sur case blanche b3 · Pion blanc sur case noire c3 · Cavalier blanc sur case blanche f3 · Pion blanc sur case blanche a2 · Pion blanc sur case noire b2 · Pion blanc sur case noire d2 · Pion blanc sur case noire f2 · Pion blanc sur case blanche g2 · Pion blanc sur case noire h2 · Tour blanche sur case noire a1 · Cavalier blanc sur case blanche b1 · Fou blanc sur case noire c1 · Dame blanche sur case blanche d1 · Tour blanche sur case noire e1 · Roi blanc sur case noire g1 | Tour noire sur case blanche a8 · Fou noir sur case blanche c8 · Dame noire sur case noire d8 · Tour noire sur case noire f8 · Roi noir sur case blanche g8 · Pion noir sur case noire c7 · Fou noir sur case noire e7 · Pion noir sur case blanche f7 · Pion noir sur case noire g7 · Pion noir sur case blanche h7 · Pion noir sur case blanche a6 · Cavalier noir sur case blanche c6 · Cavalier noir sur case noire f6 · Pion noir sur case blanche b5 · Pion noir sur case blanche d5 · Pion noir sur case noire e5 · Pion blanc sur case blanche e4 · Fou blanc sur case blanche b3 · Pion blanc sur case noire c3 · Cavalier blanc sur case blanche f3 · Pion blanc sur case blanche a2 · Pion blanc sur case noire b2 · Pion blanc sur case noire d2 · Pion blanc sur case noire f2 · Pion blanc sur case blanche g2 · Pion blanc sur case noire h2 · Tour blanche sur case noire a1 · Cavalier blanc sur case blanche b1 · Fou blanc sur case noire c1 · Dame blanche sur case blanche d1 · Tour blanche sur case noire e1 · Roi blanc sur case noire g1 | Tour noire sur case blanche a8 · Fou noir sur case blanche c8 · Dame noire sur case noire d8 · Tour noire sur case noire f8 · Roi noir sur case blanche g8 · Pion noir sur case noire c7 · Fou noir sur case noire e7 · Pion noir sur case blanche f7 · Pion noir sur case noire g7 · Pion noir sur case blanche h7 · Pion noir sur case blanche a6 · Cavalier noir sur case blanche c6 · Cavalier noir sur case noire f6 · Pion noir sur case blanche b5 · Pion noir sur case blanche d5 · Pion noir sur case noire e5 · Pion blanc sur case blanche e4 · Fou blanc sur case blanche b3 · Pion blanc sur case noire c3 · Cavalier blanc sur case blanche f3 · Pion blanc sur case blanche a2 · Pion blanc sur case noire b2 · Pion blanc sur case noire d2 · Pion blanc sur case noire f2 · Pion blanc sur case blanche g2 · Pion blanc sur case noire h2 · Tour blanche sur case noire a1 · Cavalier blanc sur case blanche b1 · Fou blanc sur case noire c1 · Dame blanche sur case blanche d1 · Tour blanche sur case noire e1 · Roi blanc sur case noire g1 | Tour noire sur case blanche a8 · Fou noir sur case blanche c8 · Dame noire sur case noire d8 · Tour noire sur case noire f8 · Roi noir sur case blanche g8 · Pion noir sur case noire c7 · Fou noir sur case noire e7 · Pion noir sur case blanche f7 · Pion noir sur case noire g7 · Pion noir sur case blanche h7 · Pion noir sur case blanche a6 · Cavalier noir sur case blanche c6 · Cavalier noir sur case noire f6 · Pion noir sur case blanche b5 · Pion noir sur case blanche d5 · Pion noir sur case noire e5 · Pion blanc sur case blanche e4 · Fou blanc sur case blanche b3 · Pion blanc sur case noire c3 · Cavalier blanc sur case blanche f3 · Pion blanc sur case blanche a2 · Pion blanc sur case noire b2 · Pion blanc sur case noire d2 · Pion blanc sur case noire f2 · Pion blanc sur case blanche g2 · Pion blanc sur case noire h2 · Tour blanche sur case noire a1 · Cavalier blanc sur case blanche b1 · Fou blanc sur case noire c1 · Dame blanche sur case blanche d1 · Tour blanche sur case noire e1 · Roi blanc sur case noire g1 | Tour noire sur case blanche a8 · Fou noir sur case blanche c8 · Dame noire sur case noire d8 · Tour noire sur case noire f8 · Roi noir sur case blanche g8 · Pion noir sur case noire c7 · Fou noir sur case noire e7 · Pion noir sur case blanche f7 · Pion noir sur case noire g7 · Pion noir sur case blanche h7 · Pion noir sur case blanche a6 · Cavalier noir sur case blanche c6 · Cavalier noir sur case noire f6 · Pion noir sur case blanche b5 · Pion noir sur case blanche d5 · Pion noir sur case noire e5 · Pion blanc sur case blanche e4 · Fou blanc sur case blanche b3 · Pion blanc sur case noire c3 · Cavalier blanc sur case blanche f3 · Pion blanc sur case blanche a2 · Pion blanc sur case noire b2 · Pion blanc sur case noire d2 · Pion blanc sur case noire f2 · Pion blanc sur case blanche g2 · Pion blanc sur case noire h2 · Tour blanche sur case noire a1 · Cavalier blanc sur case blanche b1 · Fou blanc sur case noire c1 · Dame blanche sur case blanche d1 · Tour blanche sur case noire e1 · Roi blanc sur case noire g1 | Tour noire sur case blanche a8 · Fou noir sur case blanche c8 · Dame noire sur case noire d8 · Tour noire sur case noire f8 · Roi noir sur case blanche g8 · Pion noir sur case noire c7 · Fou noir sur case noire e7 · Pion noir sur case blanche f7 · Pion noir sur case noire g7 · Pion noir sur case blanche h7 · Pion noir sur case blanche a6 · Cavalier noir sur case blanche c6 · Cavalier noir sur case noire f6 · Pion noir sur case blanche b5 · Pion noir sur case blanche d5 · Pion noir sur case noire e5 · Pion blanc sur case blanche e4 · Fou blanc sur case blanche b3 · Pion blanc sur case noire c3 · Cavalier blanc sur case blanche f3 · Pion blanc sur case blanche a2 · Pion blanc sur case noire b2 · Pion blanc sur case noire d2 · Pion blanc sur case noire f2 · Pion blanc sur case blanche g2 · Pion blanc sur case noire h2 · Tour blanche sur case noire a1 · Cavalier blanc sur case blanche b1 · Fou blanc sur case noire c1 · Dame blanche sur case blanche d1 · Tour blanche sur case noire e1 · Roi blanc sur case noire g1 | Tour noire sur case blanche a8 · Fou noir sur case blanche c8 · Dame noire sur case noire d8 · Tour noire sur case noire f8 · Roi noir sur case blanche g8 · Pion noir sur case noire c7 · Fou noir sur case noire e7 · Pion noir sur case blanche f7 · Pion noir sur case noire g7 · Pion noir sur case blanche h7 · Pion noir sur case blanche a6 · Cavalier noir sur case blanche c6 · Cavalier noir sur case noire f6 · Pion noir sur case blanche b5 · Pion noir sur case blanche d5 · Pion noir sur case noire e5 · Pion blanc sur case blanche e4 · Fou blanc sur case blanche b3 · Pion blanc sur case noire c3 · Cavalier blanc sur case blanche f3 · Pion blanc sur case blanche a2 · Pion blanc sur case noire b2 · Pion blanc sur case noire d2 · Pion blanc sur case noire f2 · Pion blanc sur case blanche g2 · Pion blanc sur case noire h2 · Tour blanche sur case noire a1 · Cavalier blanc sur case blanche b1 · Fou blanc sur case noire c1 · Dame blanche sur case blanche d1 · Tour blanche sur case noire e1 · Roi blanc sur case noire g1 | 6 |
| 5 | Tour noire sur case blanche a8 · Fou noir sur case blanche c8 · Dame noire sur case noire d8 · Tour noire sur case noire f8 · Roi noir sur case blanche g8 · Pion noir sur case noire c7 · Fou noir sur case noire e7 · Pion noir sur case blanche f7 · Pion noir sur case noire g7 · Pion noir sur case blanche h7 · Pion noir sur case blanche a6 · Cavalier noir sur case blanche c6 · Cavalier noir sur case noire f6 · Pion noir sur case blanche b5 · Pion noir sur case blanche d5 · Pion noir sur case noire e5 · Pion blanc sur case blanche e4 · Fou blanc sur case blanche b3 · Pion blanc sur case noire c3 · Cavalier blanc sur case blanche f3 · Pion blanc sur case blanche a2 · Pion blanc sur case noire b2 · Pion blanc sur case noire d2 · Pion blanc sur case noire f2 · Pion blanc sur case blanche g2 · Pion blanc sur case noire h2 · Tour blanche sur case noire a1 · Cavalier blanc sur case blanche b1 · Fou blanc sur case noire c1 · Dame blanche sur case blanche d1 · Tour blanche sur case noire e1 · Roi blanc sur case noire g1 | Tour noire sur case blanche a8 · Fou noir sur case blanche c8 · Dame noire sur case noire d8 · Tour noire sur case noire f8 · Roi noir sur case blanche g8 · Pion noir sur case noire c7 · Fou noir sur case noire e7 · Pion noir sur case blanche f7 · Pion noir sur case noire g7 · Pion noir sur case blanche h7 · Pion noir sur case blanche a6 · Cavalier noir sur case blanche c6 · Cavalier noir sur case noire f6 · Pion noir sur case blanche b5 · Pion noir sur case blanche d5 · Pion noir sur case noire e5 · Pion blanc sur case blanche e4 · Fou blanc sur case blanche b3 · Pion blanc sur case noire c3 · Cavalier blanc sur case blanche f3 · Pion blanc sur case blanche a2 · Pion blanc sur case noire b2 · Pion blanc sur case noire d2 · Pion blanc sur case noire f2 · Pion blanc sur case blanche g2 · Pion blanc sur case noire h2 · Tour blanche sur case noire a1 · Cavalier blanc sur case blanche b1 · Fou blanc sur case noire c1 · Dame blanche sur case blanche d1 · Tour blanche sur case noire e1 · Roi blanc sur case noire g1 | Tour noire sur case blanche a8 · Fou noir sur case blanche c8 · Dame noire sur case noire d8 · Tour noire sur case noire f8 · Roi noir sur case blanche g8 · Pion noir sur case noire c7 · Fou noir sur case noire e7 · Pion noir sur case blanche f7 · Pion noir sur case noire g7 · Pion noir sur case blanche h7 · Pion noir sur case blanche a6 · Cavalier noir sur case blanche c6 · Cavalier noir sur case noire f6 · Pion noir sur case blanche b5 · Pion noir sur case blanche d5 · Pion noir sur case noire e5 · Pion blanc sur case blanche e4 · Fou blanc sur case blanche b3 · Pion blanc sur case noire c3 · Cavalier blanc sur case blanche f3 · Pion blanc sur case blanche a2 · Pion blanc sur case noire b2 · Pion blanc sur case noire d2 · Pion blanc sur case noire f2 · Pion blanc sur case blanche g2 · Pion blanc sur case noire h2 · Tour blanche sur case noire a1 · Cavalier blanc sur case blanche b1 · Fou blanc sur case noire c1 · Dame blanche sur case blanche d1 · Tour blanche sur case noire e1 · Roi blanc sur case noire g1 | Tour noire sur case blanche a8 · Fou noir sur case blanche c8 · Dame noire sur case noire d8 · Tour noire sur case noire f8 · Roi noir sur case blanche g8 · Pion noir sur case noire c7 · Fou noir sur case noire e7 · Pion noir sur case blanche f7 · Pion noir sur case noire g7 · Pion noir sur case blanche h7 · Pion noir sur case blanche a6 · Cavalier noir sur case blanche c6 · Cavalier noir sur case noire f6 · Pion noir sur case blanche b5 · Pion noir sur case blanche d5 · Pion noir sur case noire e5 · Pion blanc sur case blanche e4 · Fou blanc sur case blanche b3 · Pion blanc sur case noire c3 · Cavalier blanc sur case blanche f3 · Pion blanc sur case blanche a2 · Pion blanc sur case noire b2 · Pion blanc sur case noire d2 · Pion blanc sur case noire f2 · Pion blanc sur case blanche g2 · Pion blanc sur case noire h2 · Tour blanche sur case noire a1 · Cavalier blanc sur case blanche b1 · Fou blanc sur case noire c1 · Dame blanche sur case blanche d1 · Tour blanche sur case noire e1 · Roi blanc sur case noire g1 | Tour noire sur case blanche a8 · Fou noir sur case blanche c8 · Dame noire sur case noire d8 · Tour noire sur case noire f8 · Roi noir sur case blanche g8 · Pion noir sur case noire c7 · Fou noir sur case noire e7 · Pion noir sur case blanche f7 · Pion noir sur case noire g7 · Pion noir sur case blanche h7 · Pion noir sur case blanche a6 · Cavalier noir sur case blanche c6 · Cavalier noir sur case noire f6 · Pion noir sur case blanche b5 · Pion noir sur case blanche d5 · Pion noir sur case noire e5 · Pion blanc sur case blanche e4 · Fou blanc sur case blanche b3 · Pion blanc sur case noire c3 · Cavalier blanc sur case blanche f3 · Pion blanc sur case blanche a2 · Pion blanc sur case noire b2 · Pion blanc sur case noire d2 · Pion blanc sur case noire f2 · Pion blanc sur case blanche g2 · Pion blanc sur case noire h2 · Tour blanche sur case noire a1 · Cavalier blanc sur case blanche b1 · Fou blanc sur case noire c1 · Dame blanche sur case blanche d1 · Tour blanche sur case noire e1 · Roi blanc sur case noire g1 | Tour noire sur case blanche a8 · Fou noir sur case blanche c8 · Dame noire sur case noire d8 · Tour noire sur case noire f8 · Roi noir sur case blanche g8 · Pion noir sur case noire c7 · Fou noir sur case noire e7 · Pion noir sur case blanche f7 · Pion noir sur case noire g7 · Pion noir sur case blanche h7 · Pion noir sur case blanche a6 · Cavalier noir sur case blanche c6 · Cavalier noir sur case noire f6 · Pion noir sur case blanche b5 · Pion noir sur case blanche d5 · Pion noir sur case noire e5 · Pion blanc sur case blanche e4 · Fou blanc sur case blanche b3 · Pion blanc sur case noire c3 · Cavalier blanc sur case blanche f3 · Pion blanc sur case blanche a2 · Pion blanc sur case noire b2 · Pion blanc sur case noire d2 · Pion blanc sur case noire f2 · Pion blanc sur case blanche g2 · Pion blanc sur case noire h2 · Tour blanche sur case noire a1 · Cavalier blanc sur case blanche b1 · Fou blanc sur case noire c1 · Dame blanche sur case blanche d1 · Tour blanche sur case noire e1 · Roi blanc sur case noire g1 | Tour noire sur case blanche a8 · Fou noir sur case blanche c8 · Dame noire sur case noire d8 · Tour noire sur case noire f8 · Roi noir sur case blanche g8 · Pion noir sur case noire c7 · Fou noir sur case noire e7 · Pion noir sur case blanche f7 · Pion noir sur case noire g7 · Pion noir sur case blanche h7 · Pion noir sur case blanche a6 · Cavalier noir sur case blanche c6 · Cavalier noir sur case noire f6 · Pion noir sur case blanche b5 · Pion noir sur case blanche d5 · Pion noir sur case noire e5 · Pion blanc sur case blanche e4 · Fou blanc sur case blanche b3 · Pion blanc sur case noire c3 · Cavalier blanc sur case blanche f3 · Pion blanc sur case blanche a2 · Pion blanc sur case noire b2 · Pion blanc sur case noire d2 · Pion blanc sur case noire f2 · Pion blanc sur case blanche g2 · Pion blanc sur case noire h2 · Tour blanche sur case noire a1 · Cavalier blanc sur case blanche b1 · Fou blanc sur case noire c1 · Dame blanche sur case blanche d1 · Tour blanche sur case noire e1 · Roi blanc sur case noire g1 | Tour noire sur case blanche a8 · Fou noir sur case blanche c8 · Dame noire sur case noire d8 · Tour noire sur case noire f8 · Roi noir sur case blanche g8 · Pion noir sur case noire c7 · Fou noir sur case noire e7 · Pion noir sur case blanche f7 · Pion noir sur case noire g7 · Pion noir sur case blanche h7 · Pion noir sur case blanche a6 · Cavalier noir sur case blanche c6 · Cavalier noir sur case noire f6 · Pion noir sur case blanche b5 · Pion noir sur case blanche d5 · Pion noir sur case noire e5 · Pion blanc sur case blanche e4 · Fou blanc sur case blanche b3 · Pion blanc sur case noire c3 · Cavalier blanc sur case blanche f3 · Pion blanc sur case blanche a2 · Pion blanc sur case noire b2 · Pion blanc sur case noire d2 · Pion blanc sur case noire f2 · Pion blanc sur case blanche g2 · Pion blanc sur case noire h2 · Tour blanche sur case noire a1 · Cavalier blanc sur case blanche b1 · Fou blanc sur case noire c1 · Dame blanche sur case blanche d1 · Tour blanche sur case noire e1 · Roi blanc sur case noire g1 | 5 |
| 4 | Tour noire sur case blanche a8 · Fou noir sur case blanche c8 · Dame noire sur case noire d8 · Tour noire sur case noire f8 · Roi noir sur case blanche g8 · Pion noir sur case noire c7 · Fou noir sur case noire e7 · Pion noir sur case blanche f7 · Pion noir sur case noire g7 · Pion noir sur case blanche h7 · Pion noir sur case blanche a6 · Cavalier noir sur case blanche c6 · Cavalier noir sur case noire f6 · Pion noir sur case blanche b5 · Pion noir sur case blanche d5 · Pion noir sur case noire e5 · Pion blanc sur case blanche e4 · Fou blanc sur case blanche b3 · Pion blanc sur case noire c3 · Cavalier blanc sur case blanche f3 · Pion blanc sur case blanche a2 · Pion blanc sur case noire b2 · Pion blanc sur case noire d2 · Pion blanc sur case noire f2 · Pion blanc sur case blanche g2 · Pion blanc sur case noire h2 · Tour blanche sur case noire a1 · Cavalier blanc sur case blanche b1 · Fou blanc sur case noire c1 · Dame blanche sur case blanche d1 · Tour blanche sur case noire e1 · Roi blanc sur case noire g1 | Tour noire sur case blanche a8 · Fou noir sur case blanche c8 · Dame noire sur case noire d8 · Tour noire sur case noire f8 · Roi noir sur case blanche g8 · Pion noir sur case noire c7 · Fou noir sur case noire e7 · Pion noir sur case blanche f7 · Pion noir sur case noire g7 · Pion noir sur case blanche h7 · Pion noir sur case blanche a6 · Cavalier noir sur case blanche c6 · Cavalier noir sur case noire f6 · Pion noir sur case blanche b5 · Pion noir sur case blanche d5 · Pion noir sur case noire e5 · Pion blanc sur case blanche e4 · Fou blanc sur case blanche b3 · Pion blanc sur case noire c3 · Cavalier blanc sur case blanche f3 · Pion blanc sur case blanche a2 · Pion blanc sur case noire b2 · Pion blanc sur case noire d2 · Pion blanc sur case noire f2 · Pion blanc sur case blanche g2 · Pion blanc sur case noire h2 · Tour blanche sur case noire a1 · Cavalier blanc sur case blanche b1 · Fou blanc sur case noire c1 · Dame blanche sur case blanche d1 · Tour blanche sur case noire e1 · Roi blanc sur case noire g1 | Tour noire sur case blanche a8 · Fou noir sur case blanche c8 · Dame noire sur case noire d8 · Tour noire sur case noire f8 · Roi noir sur case blanche g8 · Pion noir sur case noire c7 · Fou noir sur case noire e7 · Pion noir sur case blanche f7 · Pion noir sur case noire g7 · Pion noir sur case blanche h7 · Pion noir sur case blanche a6 · Cavalier noir sur case blanche c6 · Cavalier noir sur case noire f6 · Pion noir sur case blanche b5 · Pion noir sur case blanche d5 · Pion noir sur case noire e5 · Pion blanc sur case blanche e4 · Fou blanc sur case blanche b3 · Pion blanc sur case noire c3 · Cavalier blanc sur case blanche f3 · Pion blanc sur case blanche a2 · Pion blanc sur case noire b2 · Pion blanc sur case noire d2 · Pion blanc sur case noire f2 · Pion blanc sur case blanche g2 · Pion blanc sur case noire h2 · Tour blanche sur case noire a1 · Cavalier blanc sur case blanche b1 · Fou blanc sur case noire c1 · Dame blanche sur case blanche d1 · Tour blanche sur case noire e1 · Roi blanc sur case noire g1 | Tour noire sur case blanche a8 · Fou noir sur case blanche c8 · Dame noire sur case noire d8 · Tour noire sur case noire f8 · Roi noir sur case blanche g8 · Pion noir sur case noire c7 · Fou noir sur case noire e7 · Pion noir sur case blanche f7 · Pion noir sur case noire g7 · Pion noir sur case blanche h7 · Pion noir sur case blanche a6 · Cavalier noir sur case blanche c6 · Cavalier noir sur case noire f6 · Pion noir sur case blanche b5 · Pion noir sur case blanche d5 · Pion noir sur case noire e5 · Pion blanc sur case blanche e4 · Fou blanc sur case blanche b3 · Pion blanc sur case noire c3 · Cavalier blanc sur case blanche f3 · Pion blanc sur case blanche a2 · Pion blanc sur case noire b2 · Pion blanc sur case noire d2 · Pion blanc sur case noire f2 · Pion blanc sur case blanche g2 · Pion blanc sur case noire h2 · Tour blanche sur case noire a1 · Cavalier blanc sur case blanche b1 · Fou blanc sur case noire c1 · Dame blanche sur case blanche d1 · Tour blanche sur case noire e1 · Roi blanc sur case noire g1 | Tour noire sur case blanche a8 · Fou noir sur case blanche c8 · Dame noire sur case noire d8 · Tour noire sur case noire f8 · Roi noir sur case blanche g8 · Pion noir sur case noire c7 · Fou noir sur case noire e7 · Pion noir sur case blanche f7 · Pion noir sur case noire g7 · Pion noir sur case blanche h7 · Pion noir sur case blanche a6 · Cavalier noir sur case blanche c6 · Cavalier noir sur case noire f6 · Pion noir sur case blanche b5 · Pion noir sur case blanche d5 · Pion noir sur case noire e5 · Pion blanc sur case blanche e4 · Fou blanc sur case blanche b3 · Pion blanc sur case noire c3 · Cavalier blanc sur case blanche f3 · Pion blanc sur case blanche a2 · Pion blanc sur case noire b2 · Pion blanc sur case noire d2 · Pion blanc sur case noire f2 · Pion blanc sur case blanche g2 · Pion blanc sur case noire h2 · Tour blanche sur case noire a1 · Cavalier blanc sur case blanche b1 · Fou blanc sur case noire c1 · Dame blanche sur case blanche d1 · Tour blanche sur case noire e1 · Roi blanc sur case noire g1 | Tour noire sur case blanche a8 · Fou noir sur case blanche c8 · Dame noire sur case noire d8 · Tour noire sur case noire f8 · Roi noir sur case blanche g8 · Pion noir sur case noire c7 · Fou noir sur case noire e7 · Pion noir sur case blanche f7 · Pion noir sur case noire g7 · Pion noir sur case blanche h7 · Pion noir sur case blanche a6 · Cavalier noir sur case blanche c6 · Cavalier noir sur case noire f6 · Pion noir sur case blanche b5 · Pion noir sur case blanche d5 · Pion noir sur case noire e5 · Pion blanc sur case blanche e4 · Fou blanc sur case blanche b3 · Pion blanc sur case noire c3 · Cavalier blanc sur case blanche f3 · Pion blanc sur case blanche a2 · Pion blanc sur case noire b2 · Pion blanc sur case noire d2 · Pion blanc sur case noire f2 · Pion blanc sur case blanche g2 · Pion blanc sur case noire h2 · Tour blanche sur case noire a1 · Cavalier blanc sur case blanche b1 · Fou blanc sur case noire c1 · Dame blanche sur case blanche d1 · Tour blanche sur case noire e1 · Roi blanc sur case noire g1 | Tour noire sur case blanche a8 · Fou noir sur case blanche c8 · Dame noire sur case noire d8 · Tour noire sur case noire f8 · Roi noir sur case blanche g8 · Pion noir sur case noire c7 · Fou noir sur case noire e7 · Pion noir sur case blanche f7 · Pion noir sur case noire g7 · Pion noir sur case blanche h7 · Pion noir sur case blanche a6 · Cavalier noir sur case blanche c6 · Cavalier noir sur case noire f6 · Pion noir sur case blanche b5 · Pion noir sur case blanche d5 · Pion noir sur case noire e5 · Pion blanc sur case blanche e4 · Fou blanc sur case blanche b3 · Pion blanc sur case noire c3 · Cavalier blanc sur case blanche f3 · Pion blanc sur case blanche a2 · Pion blanc sur case noire b2 · Pion blanc sur case noire d2 · Pion blanc sur case noire f2 · Pion blanc sur case blanche g2 · Pion blanc sur case noire h2 · Tour blanche sur case noire a1 · Cavalier blanc sur case blanche b1 · Fou blanc sur case noire c1 · Dame blanche sur case blanche d1 · Tour blanche sur case noire e1 · Roi blanc sur case noire g1 | Tour noire sur case blanche a8 · Fou noir sur case blanche c8 · Dame noire sur case noire d8 · Tour noire sur case noire f8 · Roi noir sur case blanche g8 · Pion noir sur case noire c7 · Fou noir sur case noire e7 · Pion noir sur case blanche f7 · Pion noir sur case noire g7 · Pion noir sur case blanche h7 · Pion noir sur case blanche a6 · Cavalier noir sur case blanche c6 · Cavalier noir sur case noire f6 · Pion noir sur case blanche b5 · Pion noir sur case blanche d5 · Pion noir sur case noire e5 · Pion blanc sur case blanche e4 · Fou blanc sur case blanche b3 · Pion blanc sur case noire c3 · Cavalier blanc sur case blanche f3 · Pion blanc sur case blanche a2 · Pion blanc sur case noire b2 · Pion blanc sur case noire d2 · Pion blanc sur case noire f2 · Pion blanc sur case blanche g2 · Pion blanc sur case noire h2 · Tour blanche sur case noire a1 · Cavalier blanc sur case blanche b1 · Fou blanc sur case noire c1 · Dame blanche sur case blanche d1 · Tour blanche sur case noire e1 · Roi blanc sur case noire g1 | 4 |
| 3 | Tour noire sur case blanche a8 · Fou noir sur case blanche c8 · Dame noire sur case noire d8 · Tour noire sur case noire f8 · Roi noir sur case blanche g8 · Pion noir sur case noire c7 · Fou noir sur case noire e7 · Pion noir sur case blanche f7 · Pion noir sur case noire g7 · Pion noir sur case blanche h7 · Pion noir sur case blanche a6 · Cavalier noir sur case blanche c6 · Cavalier noir sur case noire f6 · Pion noir sur case blanche b5 · Pion noir sur case blanche d5 · Pion noir sur case noire e5 · Pion blanc sur case blanche e4 · Fou blanc sur case blanche b3 · Pion blanc sur case noire c3 · Cavalier blanc sur case blanche f3 · Pion blanc sur case blanche a2 · Pion blanc sur case noire b2 · Pion blanc sur case noire d2 · Pion blanc sur case noire f2 · Pion blanc sur case blanche g2 · Pion blanc sur case noire h2 · Tour blanche sur case noire a1 · Cavalier blanc sur case blanche b1 · Fou blanc sur case noire c1 · Dame blanche sur case blanche d1 · Tour blanche sur case noire e1 · Roi blanc sur case noire g1 | Tour noire sur case blanche a8 · Fou noir sur case blanche c8 · Dame noire sur case noire d8 · Tour noire sur case noire f8 · Roi noir sur case blanche g8 · Pion noir sur case noire c7 · Fou noir sur case noire e7 · Pion noir sur case blanche f7 · Pion noir sur case noire g7 · Pion noir sur case blanche h7 · Pion noir sur case blanche a6 · Cavalier noir sur case blanche c6 · Cavalier noir sur case noire f6 · Pion noir sur case blanche b5 · Pion noir sur case blanche d5 · Pion noir sur case noire e5 · Pion blanc sur case blanche e4 · Fou blanc sur case blanche b3 · Pion blanc sur case noire c3 · Cavalier blanc sur case blanche f3 · Pion blanc sur case blanche a2 · Pion blanc sur case noire b2 · Pion blanc sur case noire d2 · Pion blanc sur case noire f2 · Pion blanc sur case blanche g2 · Pion blanc sur case noire h2 · Tour blanche sur case noire a1 · Cavalier blanc sur case blanche b1 · Fou blanc sur case noire c1 · Dame blanche sur case blanche d1 · Tour blanche sur case noire e1 · Roi blanc sur case noire g1 | Tour noire sur case blanche a8 · Fou noir sur case blanche c8 · Dame noire sur case noire d8 · Tour noire sur case noire f8 · Roi noir sur case blanche g8 · Pion noir sur case noire c7 · Fou noir sur case noire e7 · Pion noir sur case blanche f7 · Pion noir sur case noire g7 · Pion noir sur case blanche h7 · Pion noir sur case blanche a6 · Cavalier noir sur case blanche c6 · Cavalier noir sur case noire f6 · Pion noir sur case blanche b5 · Pion noir sur case blanche d5 · Pion noir sur case noire e5 · Pion blanc sur case blanche e4 · Fou blanc sur case blanche b3 · Pion blanc sur case noire c3 · Cavalier blanc sur case blanche f3 · Pion blanc sur case blanche a2 · Pion blanc sur case noire b2 · Pion blanc sur case noire d2 · Pion blanc sur case noire f2 · Pion blanc sur case blanche g2 · Pion blanc sur case noire h2 · Tour blanche sur case noire a1 · Cavalier blanc sur case blanche b1 · Fou blanc sur case noire c1 · Dame blanche sur case blanche d1 · Tour blanche sur case noire e1 · Roi blanc sur case noire g1 | Tour noire sur case blanche a8 · Fou noir sur case blanche c8 · Dame noire sur case noire d8 · Tour noire sur case noire f8 · Roi noir sur case blanche g8 · Pion noir sur case noire c7 · Fou noir sur case noire e7 · Pion noir sur case blanche f7 · Pion noir sur case noire g7 · Pion noir sur case blanche h7 · Pion noir sur case blanche a6 · Cavalier noir sur case blanche c6 · Cavalier noir sur case noire f6 · Pion noir sur case blanche b5 · Pion noir sur case blanche d5 · Pion noir sur case noire e5 · Pion blanc sur case blanche e4 · Fou blanc sur case blanche b3 · Pion blanc sur case noire c3 · Cavalier blanc sur case blanche f3 · Pion blanc sur case blanche a2 · Pion blanc sur case noire b2 · Pion blanc sur case noire d2 · Pion blanc sur case noire f2 · Pion blanc sur case blanche g2 · Pion blanc sur case noire h2 · Tour blanche sur case noire a1 · Cavalier blanc sur case blanche b1 · Fou blanc sur case noire c1 · Dame blanche sur case blanche d1 · Tour blanche sur case noire e1 · Roi blanc sur case noire g1 | Tour noire sur case blanche a8 · Fou noir sur case blanche c8 · Dame noire sur case noire d8 · Tour noire sur case noire f8 · Roi noir sur case blanche g8 · Pion noir sur case noire c7 · Fou noir sur case noire e7 · Pion noir sur case blanche f7 · Pion noir sur case noire g7 · Pion noir sur case blanche h7 · Pion noir sur case blanche a6 · Cavalier noir sur case blanche c6 · Cavalier noir sur case noire f6 · Pion noir sur case blanche b5 · Pion noir sur case blanche d5 · Pion noir sur case noire e5 · Pion blanc sur case blanche e4 · Fou blanc sur case blanche b3 · Pion blanc sur case noire c3 · Cavalier blanc sur case blanche f3 · Pion blanc sur case blanche a2 · Pion blanc sur case noire b2 · Pion blanc sur case noire d2 · Pion blanc sur case noire f2 · Pion blanc sur case blanche g2 · Pion blanc sur case noire h2 · Tour blanche sur case noire a1 · Cavalier blanc sur case blanche b1 · Fou blanc sur case noire c1 · Dame blanche sur case blanche d1 · Tour blanche sur case noire e1 · Roi blanc sur case noire g1 | Tour noire sur case blanche a8 · Fou noir sur case blanche c8 · Dame noire sur case noire d8 · Tour noire sur case noire f8 · Roi noir sur case blanche g8 · Pion noir sur case noire c7 · Fou noir sur case noire e7 · Pion noir sur case blanche f7 · Pion noir sur case noire g7 · Pion noir sur case blanche h7 · Pion noir sur case blanche a6 · Cavalier noir sur case blanche c6 · Cavalier noir sur case noire f6 · Pion noir sur case blanche b5 · Pion noir sur case blanche d5 · Pion noir sur case noire e5 · Pion blanc sur case blanche e4 · Fou blanc sur case blanche b3 · Pion blanc sur case noire c3 · Cavalier blanc sur case blanche f3 · Pion blanc sur case blanche a2 · Pion blanc sur case noire b2 · Pion blanc sur case noire d2 · Pion blanc sur case noire f2 · Pion blanc sur case blanche g2 · Pion blanc sur case noire h2 · Tour blanche sur case noire a1 · Cavalier blanc sur case blanche b1 · Fou blanc sur case noire c1 · Dame blanche sur case blanche d1 · Tour blanche sur case noire e1 · Roi blanc sur case noire g1 | Tour noire sur case blanche a8 · Fou noir sur case blanche c8 · Dame noire sur case noire d8 · Tour noire sur case noire f8 · Roi noir sur case blanche g8 · Pion noir sur case noire c7 · Fou noir sur case noire e7 · Pion noir sur case blanche f7 · Pion noir sur case noire g7 · Pion noir sur case blanche h7 · Pion noir sur case blanche a6 · Cavalier noir sur case blanche c6 · Cavalier noir sur case noire f6 · Pion noir sur case blanche b5 · Pion noir sur case blanche d5 · Pion noir sur case noire e5 · Pion blanc sur case blanche e4 · Fou blanc sur case blanche b3 · Pion blanc sur case noire c3 · Cavalier blanc sur case blanche f3 · Pion blanc sur case blanche a2 · Pion blanc sur case noire b2 · Pion blanc sur case noire d2 · Pion blanc sur case noire f2 · Pion blanc sur case blanche g2 · Pion blanc sur case noire h2 · Tour blanche sur case noire a1 · Cavalier blanc sur case blanche b1 · Fou blanc sur case noire c1 · Dame blanche sur case blanche d1 · Tour blanche sur case noire e1 · Roi blanc sur case noire g1 | Tour noire sur case blanche a8 · Fou noir sur case blanche c8 · Dame noire sur case noire d8 · Tour noire sur case noire f8 · Roi noir sur case blanche g8 · Pion noir sur case noire c7 · Fou noir sur case noire e7 · Pion noir sur case blanche f7 · Pion noir sur case noire g7 · Pion noir sur case blanche h7 · Pion noir sur case blanche a6 · Cavalier noir sur case blanche c6 · Cavalier noir sur case noire f6 · Pion noir sur case blanche b5 · Pion noir sur case blanche d5 · Pion noir sur case noire e5 · Pion blanc sur case blanche e4 · Fou blanc sur case blanche b3 · Pion blanc sur case noire c3 · Cavalier blanc sur case blanche f3 · Pion blanc sur case blanche a2 · Pion blanc sur case noire b2 · Pion blanc sur case noire d2 · Pion blanc sur case noire f2 · Pion blanc sur case blanche g2 · Pion blanc sur case noire h2 · Tour blanche sur case noire a1 · Cavalier blanc sur case blanche b1 · Fou blanc sur case noire c1 · Dame blanche sur case blanche d1 · Tour blanche sur case noire e1 · Roi blanc sur case noire g1 | 3 |
| 2 | Tour noire sur case blanche a8 · Fou noir sur case blanche c8 · Dame noire sur case noire d8 · Tour noire sur case noire f8 · Roi noir sur case blanche g8 · Pion noir sur case noire c7 · Fou noir sur case noire e7 · Pion noir sur case blanche f7 · Pion noir sur case noire g7 · Pion noir sur case blanche h7 · Pion noir sur case blanche a6 · Cavalier noir sur case blanche c6 · Cavalier noir sur case noire f6 · Pion noir sur case blanche b5 · Pion noir sur case blanche d5 · Pion noir sur case noire e5 · Pion blanc sur case blanche e4 · Fou blanc sur case blanche b3 · Pion blanc sur case noire c3 · Cavalier blanc sur case blanche f3 · Pion blanc sur case blanche a2 · Pion blanc sur case noire b2 · Pion blanc sur case noire d2 · Pion blanc sur case noire f2 · Pion blanc sur case blanche g2 · Pion blanc sur case noire h2 · Tour blanche sur case noire a1 · Cavalier blanc sur case blanche b1 · Fou blanc sur case noire c1 · Dame blanche sur case blanche d1 · Tour blanche sur case noire e1 · Roi blanc sur case noire g1 | Tour noire sur case blanche a8 · Fou noir sur case blanche c8 · Dame noire sur case noire d8 · Tour noire sur case noire f8 · Roi noir sur case blanche g8 · Pion noir sur case noire c7 · Fou noir sur case noire e7 · Pion noir sur case blanche f7 · Pion noir sur case noire g7 · Pion noir sur case blanche h7 · Pion noir sur case blanche a6 · Cavalier noir sur case blanche c6 · Cavalier noir sur case noire f6 · Pion noir sur case blanche b5 · Pion noir sur case blanche d5 · Pion noir sur case noire e5 · Pion blanc sur case blanche e4 · Fou blanc sur case blanche b3 · Pion blanc sur case noire c3 · Cavalier blanc sur case blanche f3 · Pion blanc sur case blanche a2 · Pion blanc sur case noire b2 · Pion blanc sur case noire d2 · Pion blanc sur case noire f2 · Pion blanc sur case blanche g2 · Pion blanc sur case noire h2 · Tour blanche sur case noire a1 · Cavalier blanc sur case blanche b1 · Fou blanc sur case noire c1 · Dame blanche sur case blanche d1 · Tour blanche sur case noire e1 · Roi blanc sur case noire g1 | Tour noire sur case blanche a8 · Fou noir sur case blanche c8 · Dame noire sur case noire d8 · Tour noire sur case noire f8 · Roi noir sur case blanche g8 · Pion noir sur case noire c7 · Fou noir sur case noire e7 · Pion noir sur case blanche f7 · Pion noir sur case noire g7 · Pion noir sur case blanche h7 · Pion noir sur case blanche a6 · Cavalier noir sur case blanche c6 · Cavalier noir sur case noire f6 · Pion noir sur case blanche b5 · Pion noir sur case blanche d5 · Pion noir sur case noire e5 · Pion blanc sur case blanche e4 · Fou blanc sur case blanche b3 · Pion blanc sur case noire c3 · Cavalier blanc sur case blanche f3 · Pion blanc sur case blanche a2 · Pion blanc sur case noire b2 · Pion blanc sur case noire d2 · Pion blanc sur case noire f2 · Pion blanc sur case blanche g2 · Pion blanc sur case noire h2 · Tour blanche sur case noire a1 · Cavalier blanc sur case blanche b1 · Fou blanc sur case noire c1 · Dame blanche sur case blanche d1 · Tour blanche sur case noire e1 · Roi blanc sur case noire g1 | Tour noire sur case blanche a8 · Fou noir sur case blanche c8 · Dame noire sur case noire d8 · Tour noire sur case noire f8 · Roi noir sur case blanche g8 · Pion noir sur case noire c7 · Fou noir sur case noire e7 · Pion noir sur case blanche f7 · Pion noir sur case noire g7 · Pion noir sur case blanche h7 · Pion noir sur case blanche a6 · Cavalier noir sur case blanche c6 · Cavalier noir sur case noire f6 · Pion noir sur case blanche b5 · Pion noir sur case blanche d5 · Pion noir sur case noire e5 · Pion blanc sur case blanche e4 · Fou blanc sur case blanche b3 · Pion blanc sur case noire c3 · Cavalier blanc sur case blanche f3 · Pion blanc sur case blanche a2 · Pion blanc sur case noire b2 · Pion blanc sur case noire d2 · Pion blanc sur case noire f2 · Pion blanc sur case blanche g2 · Pion blanc sur case noire h2 · Tour blanche sur case noire a1 · Cavalier blanc sur case blanche b1 · Fou blanc sur case noire c1 · Dame blanche sur case blanche d1 · Tour blanche sur case noire e1 · Roi blanc sur case noire g1 | Tour noire sur case blanche a8 · Fou noir sur case blanche c8 · Dame noire sur case noire d8 · Tour noire sur case noire f8 · Roi noir sur case blanche g8 · Pion noir sur case noire c7 · Fou noir sur case noire e7 · Pion noir sur case blanche f7 · Pion noir sur case noire g7 · Pion noir sur case blanche h7 · Pion noir sur case blanche a6 · Cavalier noir sur case blanche c6 · Cavalier noir sur case noire f6 · Pion noir sur case blanche b5 · Pion noir sur case blanche d5 · Pion noir sur case noire e5 · Pion blanc sur case blanche e4 · Fou blanc sur case blanche b3 · Pion blanc sur case noire c3 · Cavalier blanc sur case blanche f3 · Pion blanc sur case blanche a2 · Pion blanc sur case noire b2 · Pion blanc sur case noire d2 · Pion blanc sur case noire f2 · Pion blanc sur case blanche g2 · Pion blanc sur case noire h2 · Tour blanche sur case noire a1 · Cavalier blanc sur case blanche b1 · Fou blanc sur case noire c1 · Dame blanche sur case blanche d1 · Tour blanche sur case noire e1 · Roi blanc sur case noire g1 | Tour noire sur case blanche a8 · Fou noir sur case blanche c8 · Dame noire sur case noire d8 · Tour noire sur case noire f8 · Roi noir sur case blanche g8 · Pion noir sur case noire c7 · Fou noir sur case noire e7 · Pion noir sur case blanche f7 · Pion noir sur case noire g7 · Pion noir sur case blanche h7 · Pion noir sur case blanche a6 · Cavalier noir sur case blanche c6 · Cavalier noir sur case noire f6 · Pion noir sur case blanche b5 · Pion noir sur case blanche d5 · Pion noir sur case noire e5 · Pion blanc sur case blanche e4 · Fou blanc sur case blanche b3 · Pion blanc sur case noire c3 · Cavalier blanc sur case blanche f3 · Pion blanc sur case blanche a2 · Pion blanc sur case noire b2 · Pion blanc sur case noire d2 · Pion blanc sur case noire f2 · Pion blanc sur case blanche g2 · Pion blanc sur case noire h2 · Tour blanche sur case noire a1 · Cavalier blanc sur case blanche b1 · Fou blanc sur case noire c1 · Dame blanche sur case blanche d1 · Tour blanche sur case noire e1 · Roi blanc sur case noire g1 | Tour noire sur case blanche a8 · Fou noir sur case blanche c8 · Dame noire sur case noire d8 · Tour noire sur case noire f8 · Roi noir sur case blanche g8 · Pion noir sur case noire c7 · Fou noir sur case noire e7 · Pion noir sur case blanche f7 · Pion noir sur case noire g7 · Pion noir sur case blanche h7 · Pion noir sur case blanche a6 · Cavalier noir sur case blanche c6 · Cavalier noir sur case noire f6 · Pion noir sur case blanche b5 · Pion noir sur case blanche d5 · Pion noir sur case noire e5 · Pion blanc sur case blanche e4 · Fou blanc sur case blanche b3 · Pion blanc sur case noire c3 · Cavalier blanc sur case blanche f3 · Pion blanc sur case blanche a2 · Pion blanc sur case noire b2 · Pion blanc sur case noire d2 · Pion blanc sur case noire f2 · Pion blanc sur case blanche g2 · Pion blanc sur case noire h2 · Tour blanche sur case noire a1 · Cavalier blanc sur case blanche b1 · Fou blanc sur case noire c1 · Dame blanche sur case blanche d1 · Tour blanche sur case noire e1 · Roi blanc sur case noire g1 | Tour noire sur case blanche a8 · Fou noir sur case blanche c8 · Dame noire sur case noire d8 · Tour noire sur case noire f8 · Roi noir sur case blanche g8 · Pion noir sur case noire c7 · Fou noir sur case noire e7 · Pion noir sur case blanche f7 · Pion noir sur case noire g7 · Pion noir sur case blanche h7 · Pion noir sur case blanche a6 · Cavalier noir sur case blanche c6 · Cavalier noir sur case noire f6 · Pion noir sur case blanche b5 · Pion noir sur case blanche d5 · Pion noir sur case noire e5 · Pion blanc sur case blanche e4 · Fou blanc sur case blanche b3 · Pion blanc sur case noire c3 · Cavalier blanc sur case blanche f3 · Pion blanc sur case blanche a2 · Pion blanc sur case noire b2 · Pion blanc sur case noire d2 · Pion blanc sur case noire f2 · Pion blanc sur case blanche g2 · Pion blanc sur case noire h2 · Tour blanche sur case noire a1 · Cavalier blanc sur case blanche b1 · Fou blanc sur case noire c1 · Dame blanche sur case blanche d1 · Tour blanche sur case noire e1 · Roi blanc sur case noire g1 | 2 |
| 1 | Tour noire sur case blanche a8 · Fou noir sur case blanche c8 · Dame noire sur case noire d8 · Tour noire sur case noire f8 · Roi noir sur case blanche g8 · Pion noir sur case noire c7 · Fou noir sur case noire e7 · Pion noir sur case blanche f7 · Pion noir sur case noire g7 · Pion noir sur case blanche h7 · Pion noir sur case blanche a6 · Cavalier noir sur case blanche c6 · Cavalier noir sur case noire f6 · Pion noir sur case blanche b5 · Pion noir sur case blanche d5 · Pion noir sur case noire e5 · Pion blanc sur case blanche e4 · Fou blanc sur case blanche b3 · Pion blanc sur case noire c3 · Cavalier blanc sur case blanche f3 · Pion blanc sur case blanche a2 · Pion blanc sur case noire b2 · Pion blanc sur case noire d2 · Pion blanc sur case noire f2 · Pion blanc sur case blanche g2 · Pion blanc sur case noire h2 · Tour blanche sur case noire a1 · Cavalier blanc sur case blanche b1 · Fou blanc sur case noire c1 · Dame blanche sur case blanche d1 · Tour blanche sur case noire e1 · Roi blanc sur case noire g1 | Tour noire sur case blanche a8 · Fou noir sur case blanche c8 · Dame noire sur case noire d8 · Tour noire sur case noire f8 · Roi noir sur case blanche g8 · Pion noir sur case noire c7 · Fou noir sur case noire e7 · Pion noir sur case blanche f7 · Pion noir sur case noire g7 · Pion noir sur case blanche h7 · Pion noir sur case blanche a6 · Cavalier noir sur case blanche c6 · Cavalier noir sur case noire f6 · Pion noir sur case blanche b5 · Pion noir sur case blanche d5 · Pion noir sur case noire e5 · Pion blanc sur case blanche e4 · Fou blanc sur case blanche b3 · Pion blanc sur case noire c3 · Cavalier blanc sur case blanche f3 · Pion blanc sur case blanche a2 · Pion blanc sur case noire b2 · Pion blanc sur case noire d2 · Pion blanc sur case noire f2 · Pion blanc sur case blanche g2 · Pion blanc sur case noire h2 · Tour blanche sur case noire a1 · Cavalier blanc sur case blanche b1 · Fou blanc sur case noire c1 · Dame blanche sur case blanche d1 · Tour blanche sur case noire e1 · Roi blanc sur case noire g1 | Tour noire sur case blanche a8 · Fou noir sur case blanche c8 · Dame noire sur case noire d8 · Tour noire sur case noire f8 · Roi noir sur case blanche g8 · Pion noir sur case noire c7 · Fou noir sur case noire e7 · Pion noir sur case blanche f7 · Pion noir sur case noire g7 · Pion noir sur case blanche h7 · Pion noir sur case blanche a6 · Cavalier noir sur case blanche c6 · Cavalier noir sur case noire f6 · Pion noir sur case blanche b5 · Pion noir sur case blanche d5 · Pion noir sur case noire e5 · Pion blanc sur case blanche e4 · Fou blanc sur case blanche b3 · Pion blanc sur case noire c3 · Cavalier blanc sur case blanche f3 · Pion blanc sur case blanche a2 · Pion blanc sur case noire b2 · Pion blanc sur case noire d2 · Pion blanc sur case noire f2 · Pion blanc sur case blanche g2 · Pion blanc sur case noire h2 · Tour blanche sur case noire a1 · Cavalier blanc sur case blanche b1 · Fou blanc sur case noire c1 · Dame blanche sur case blanche d1 · Tour blanche sur case noire e1 · Roi blanc sur case noire g1 | Tour noire sur case blanche a8 · Fou noir sur case blanche c8 · Dame noire sur case noire d8 · Tour noire sur case noire f8 · Roi noir sur case blanche g8 · Pion noir sur case noire c7 · Fou noir sur case noire e7 · Pion noir sur case blanche f7 · Pion noir sur case noire g7 · Pion noir sur case blanche h7 · Pion noir sur case blanche a6 · Cavalier noir sur case blanche c6 · Cavalier noir sur case noire f6 · Pion noir sur case blanche b5 · Pion noir sur case blanche d5 · Pion noir sur case noire e5 · Pion blanc sur case blanche e4 · Fou blanc sur case blanche b3 · Pion blanc sur case noire c3 · Cavalier blanc sur case blanche f3 · Pion blanc sur case blanche a2 · Pion blanc sur case noire b2 · Pion blanc sur case noire d2 · Pion blanc sur case noire f2 · Pion blanc sur case blanche g2 · Pion blanc sur case noire h2 · Tour blanche sur case noire a1 · Cavalier blanc sur case blanche b1 · Fou blanc sur case noire c1 · Dame blanche sur case blanche d1 · Tour blanche sur case noire e1 · Roi blanc sur case noire g1 | Tour noire sur case blanche a8 · Fou noir sur case blanche c8 · Dame noire sur case noire d8 · Tour noire sur case noire f8 · Roi noir sur case blanche g8 · Pion noir sur case noire c7 · Fou noir sur case noire e7 · Pion noir sur case blanche f7 · Pion noir sur case noire g7 · Pion noir sur case blanche h7 · Pion noir sur case blanche a6 · Cavalier noir sur case blanche c6 · Cavalier noir sur case noire f6 · Pion noir sur case blanche b5 · Pion noir sur case blanche d5 · Pion noir sur case noire e5 · Pion blanc sur case blanche e4 · Fou blanc sur case blanche b3 · Pion blanc sur case noire c3 · Cavalier blanc sur case blanche f3 · Pion blanc sur case blanche a2 · Pion blanc sur case noire b2 · Pion blanc sur case noire d2 · Pion blanc sur case noire f2 · Pion blanc sur case blanche g2 · Pion blanc sur case noire h2 · Tour blanche sur case noire a1 · Cavalier blanc sur case blanche b1 · Fou blanc sur case noire c1 · Dame blanche sur case blanche d1 · Tour blanche sur case noire e1 · Roi blanc sur case noire g1 | Tour noire sur case blanche a8 · Fou noir sur case blanche c8 · Dame noire sur case noire d8 · Tour noire sur case noire f8 · Roi noir sur case blanche g8 · Pion noir sur case noire c7 · Fou noir sur case noire e7 · Pion noir sur case blanche f7 · Pion noir sur case noire g7 · Pion noir sur case blanche h7 · Pion noir sur case blanche a6 · Cavalier noir sur case blanche c6 · Cavalier noir sur case noire f6 · Pion noir sur case blanche b5 · Pion noir sur case blanche d5 · Pion noir sur case noire e5 · Pion blanc sur case blanche e4 · Fou blanc sur case blanche b3 · Pion blanc sur case noire c3 · Cavalier blanc sur case blanche f3 · Pion blanc sur case blanche a2 · Pion blanc sur case noire b2 · Pion blanc sur case noire d2 · Pion blanc sur case noire f2 · Pion blanc sur case blanche g2 · Pion blanc sur case noire h2 · Tour blanche sur case noire a1 · Cavalier blanc sur case blanche b1 · Fou blanc sur case noire c1 · Dame blanche sur case blanche d1 · Tour blanche sur case noire e1 · Roi blanc sur case noire g1 | Tour noire sur case blanche a8 · Fou noir sur case blanche c8 · Dame noire sur case noire d8 · Tour noire sur case noire f8 · Roi noir sur case blanche g8 · Pion noir sur case noire c7 · Fou noir sur case noire e7 · Pion noir sur case blanche f7 · Pion noir sur case noire g7 · Pion noir sur case blanche h7 · Pion noir sur case blanche a6 · Cavalier noir sur case blanche c6 · Cavalier noir sur case noire f6 · Pion noir sur case blanche b5 · Pion noir sur case blanche d5 · Pion noir sur case noire e5 · Pion blanc sur case blanche e4 · Fou blanc sur case blanche b3 · Pion blanc sur case noire c3 · Cavalier blanc sur case blanche f3 · Pion blanc sur case blanche a2 · Pion blanc sur case noire b2 · Pion blanc sur case noire d2 · Pion blanc sur case noire f2 · Pion blanc sur case blanche g2 · Pion blanc sur case noire h2 · Tour blanche sur case noire a1 · Cavalier blanc sur case blanche b1 · Fou blanc sur case noire c1 · Dame blanche sur case blanche d1 · Tour blanche sur case noire e1 · Roi blanc sur case noire g1 | Tour noire sur case blanche a8 · Fou noir sur case blanche c8 · Dame noire sur case noire d8 · Tour noire sur case noire f8 · Roi noir sur case blanche g8 · Pion noir sur case noire c7 · Fou noir sur case noire e7 · Pion noir sur case blanche f7 · Pion noir sur case noire g7 · Pion noir sur case blanche h7 · Pion noir sur case blanche a6 · Cavalier noir sur case blanche c6 · Cavalier noir sur case noire f6 · Pion noir sur case blanche b5 · Pion noir sur case blanche d5 · Pion noir sur case noire e5 · Pion blanc sur case blanche e4 · Fou blanc sur case blanche b3 · Pion blanc sur case noire c3 · Cavalier blanc sur case blanche f3 · Pion blanc sur case blanche a2 · Pion blanc sur case noire b2 · Pion blanc sur case noire d2 · Pion blanc sur case noire f2 · Pion blanc sur case blanche g2 · Pion blanc sur case noire h2 · Tour blanche sur case noire a1 · Cavalier blanc sur case blanche b1 · Fou blanc sur case noire c1 · Dame blanche sur case blanche d1 · Tour blanche sur case noire e1 · Roi blanc sur case noire g1 | 1 |
|   | a | b | c | d | e | f | g | h |   |

Le gambit Marshall (parfois appelé attaque Marshall) est une ouverture du jeu d'échecs. Elle appartient à la partie espagnole. Son code ECO est C89.
Il se caractérise par la séquence de coups : 1.e4 e5 2.Cf3 Cc6 3.Fb5 a6 4.Fa4 Cf6 5.0-0 Fe7 6.Te1 b5 7.Fb3 0-0 8.c3 d5. Le gambit Marshall est particulièrement apprécié par les joueurs des Noirs au style agressif qui aiment avoir l'initiative.

## Historique

### Naissance de l'attaque
En 1909, José Raúl Capablanca avait sévèrement battu Frank Marshall en match (+8 -1 =14), et les rencontres suivantes ne furent pas plus heureuses pour le joueur américain. Au tournoi de New York, Capablanca et Marshall étaient en tête du tournoi, lorsqu'ils eurent à s'affronter directement le 23 octobre 1918. Marshall, qui préparait secrètement cette attaque (réputée fautive à l'époque) depuis des années, décida de l'utiliser pour la première fois contre Capablanca. Mais, face à cette nouveauté théorique, le champion du monde cubain réussit à se défendre et gagna en 36 coups :
José Raúl Capablanca - Frank Marshall, New York 1918
1.e4 e5 2.Cf3 Cc6 3.Fb5 a6 4.Fa4 Cf6 5.0-0 Fe7 6.Te1 b5 7.Fb3 0-0 8.c3 d5 9.exd5 Cxd5 10.Cxe5 Cxe5 11.Txe5 Cf6 12.Te1 Fd6 13.h3 Cg4 14.Df3 Dh4 15.d4 Cxf2 16.Te2 Fg4 17.hxg4 Fh2+ 18.Rf1 Fg3 19.Txf2 Dh1+ 20.Re2 Fxf2 21.Fd2 Fh4 22.Dh3 Tae8+ 23.Rd3 Df1+ 24.Rc2 Ff2 25.Df3 Dg1 26.Fd5 c5 27.dxc5 Fxc5 28.b4 Fd6 29.a4 a5 30.axb5 axb4 31.Ta6 bxc3 32.Cxc3 Fb4 33.b6 Fxc3 34.Fxc3 h6 35.b7 Te3 36.Fxf7+ 1-0
Malgré cette défaite, Marshall réutilisa sa variante contre un autre adversaire dans le même tournoi. Avec plus de succès cette fois.
Morrison - Marshall, New York 1918
1.e4 e5 2.Cf3 Cc6 3.Fb5 a6 4.Fa4 Cf6 5.0-0 Fe7 6.Te1 b5 7.Fb3 0-0 8.c3 d5 9.exd5 Cxd5 10.d4 exd4 11.cxd4 Fb4 12.Fd2 Fg4 13.Cc3 Cf6 14.Fe3 Fxf3 15.gxf3 Dd7 16.d5 Ce7 17.Fg5 Dh3 18.Fxf6 gxf6 19.Dd4 Fd6 20.Dg4+ Dxg4+ 21.fxg4 Cg6 22.Ce4 Fe5 23 Tab1 Cf4 24.g5 fxg5 26. Tae8 0-1 (après une longue finale).
La partie fut publiée dans l'American Chess Bulletin. Quelque temps après, un émigré russe du nom de Soldatenkov écrivit une lettre à la rédaction pour signaler qu'il avait déjà jouée une partie très similaire en 1901 au Café de la Régence à Paris (partie publiée dans le périodique La Stratégie) .
S. Sittenfeld - Soldatenkov, Paris, 1901
1.e4 e5 2.Cf3 Cc6 3.Fb5 a6 4.Fa4 Cf6 5.0-0 Fe7 6.Te1 b5 7.Fb3 0-0 8.c3 d5 9.ed5 Cxd5 10.d4 ed4 11.cd4 Fb4 12.Fd2 Fg4 13.Cc3 Cf6 14.Fe3 Fxf3 15.gf3 Dd7 16.d5 Ce7 17.Fg5 Dh3 18.Fxf6 Fd6 19.f4 Fxf4 20.f3 Dxh2+ 21.Rf1 Cf5 22.Ce4 gf6 23.Dd3 Rh8 24.Dc3 Tg8 25.Dxf6+ Tg7 0-1.

## Analyse
|   | a | b | c | d | e | f | g | h |   |
| 8 | Tour noire sur case noire f8 · Roi noir sur case blanche g8 · Pion noir sur case blanche f7 · Pion noir sur case noire g7 · Pion noir sur case blanche h7 · Pion noir sur case blanche a6 · Pion noir sur case blanche c6 · Fou noir sur case noire d6 · Tour noire sur case blanche e6 · Pion noir sur case blanche b5 · Cavalier noir sur case blanche d5 · Pion blanc sur case noire d4 · Fou noir sur case blanche g4 · Fou blanc sur case blanche b3 · Pion blanc sur case noire c3 · Dame blanche sur case blanche d3 · Fou blanc sur case noire e3 · Pion blanc sur case noire g3 · Dame noire sur case blanche h3 · Pion blanc sur case blanche a2 · Pion blanc sur case noire b2 · Cavalier blanc sur case noire d2 · Pion blanc sur case noire f2 · Pion blanc sur case noire h2 · Tour blanche sur case noire a1 · Tour blanche sur case noire e1 · Roi blanc sur case noire g1 | Tour noire sur case noire f8 · Roi noir sur case blanche g8 · Pion noir sur case blanche f7 · Pion noir sur case noire g7 · Pion noir sur case blanche h7 · Pion noir sur case blanche a6 · Pion noir sur case blanche c6 · Fou noir sur case noire d6 · Tour noire sur case blanche e6 · Pion noir sur case blanche b5 · Cavalier noir sur case blanche d5 · Pion blanc sur case noire d4 · Fou noir sur case blanche g4 · Fou blanc sur case blanche b3 · Pion blanc sur case noire c3 · Dame blanche sur case blanche d3 · Fou blanc sur case noire e3 · Pion blanc sur case noire g3 · Dame noire sur case blanche h3 · Pion blanc sur case blanche a2 · Pion blanc sur case noire b2 · Cavalier blanc sur case noire d2 · Pion blanc sur case noire f2 · Pion blanc sur case noire h2 · Tour blanche sur case noire a1 · Tour blanche sur case noire e1 · Roi blanc sur case noire g1 | Tour noire sur case noire f8 · Roi noir sur case blanche g8 · Pion noir sur case blanche f7 · Pion noir sur case noire g7 · Pion noir sur case blanche h7 · Pion noir sur case blanche a6 · Pion noir sur case blanche c6 · Fou noir sur case noire d6 · Tour noire sur case blanche e6 · Pion noir sur case blanche b5 · Cavalier noir sur case blanche d5 · Pion blanc sur case noire d4 · Fou noir sur case blanche g4 · Fou blanc sur case blanche b3 · Pion blanc sur case noire c3 · Dame blanche sur case blanche d3 · Fou blanc sur case noire e3 · Pion blanc sur case noire g3 · Dame noire sur case blanche h3 · Pion blanc sur case blanche a2 · Pion blanc sur case noire b2 · Cavalier blanc sur case noire d2 · Pion blanc sur case noire f2 · Pion blanc sur case noire h2 · Tour blanche sur case noire a1 · Tour blanche sur case noire e1 · Roi blanc sur case noire g1 | Tour noire sur case noire f8 · Roi noir sur case blanche g8 · Pion noir sur case blanche f7 · Pion noir sur case noire g7 · Pion noir sur case blanche h7 · Pion noir sur case blanche a6 · Pion noir sur case blanche c6 · Fou noir sur case noire d6 · Tour noire sur case blanche e6 · Pion noir sur case blanche b5 · Cavalier noir sur case blanche d5 · Pion blanc sur case noire d4 · Fou noir sur case blanche g4 · Fou blanc sur case blanche b3 · Pion blanc sur case noire c3 · Dame blanche sur case blanche d3 · Fou blanc sur case noire e3 · Pion blanc sur case noire g3 · Dame noire sur case blanche h3 · Pion blanc sur case blanche a2 · Pion blanc sur case noire b2 · Cavalier blanc sur case noire d2 · Pion blanc sur case noire f2 · Pion blanc sur case noire h2 · Tour blanche sur case noire a1 · Tour blanche sur case noire e1 · Roi blanc sur case noire g1 | Tour noire sur case noire f8 · Roi noir sur case blanche g8 · Pion noir sur case blanche f7 · Pion noir sur case noire g7 · Pion noir sur case blanche h7 · Pion noir sur case blanche a6 · Pion noir sur case blanche c6 · Fou noir sur case noire d6 · Tour noire sur case blanche e6 · Pion noir sur case blanche b5 · Cavalier noir sur case blanche d5 · Pion blanc sur case noire d4 · Fou noir sur case blanche g4 · Fou blanc sur case blanche b3 · Pion blanc sur case noire c3 · Dame blanche sur case blanche d3 · Fou blanc sur case noire e3 · Pion blanc sur case noire g3 · Dame noire sur case blanche h3 · Pion blanc sur case blanche a2 · Pion blanc sur case noire b2 · Cavalier blanc sur case noire d2 · Pion blanc sur case noire f2 · Pion blanc sur case noire h2 · Tour blanche sur case noire a1 · Tour blanche sur case noire e1 · Roi blanc sur case noire g1 | Tour noire sur case noire f8 · Roi noir sur case blanche g8 · Pion noir sur case blanche f7 · Pion noir sur case noire g7 · Pion noir sur case blanche h7 · Pion noir sur case blanche a6 · Pion noir sur case blanche c6 · Fou noir sur case noire d6 · Tour noire sur case blanche e6 · Pion noir sur case blanche b5 · Cavalier noir sur case blanche d5 · Pion blanc sur case noire d4 · Fou noir sur case blanche g4 · Fou blanc sur case blanche b3 · Pion blanc sur case noire c3 · Dame blanche sur case blanche d3 · Fou blanc sur case noire e3 · Pion blanc sur case noire g3 · Dame noire sur case blanche h3 · Pion blanc sur case blanche a2 · Pion blanc sur case noire b2 · Cavalier blanc sur case noire d2 · Pion blanc sur case noire f2 · Pion blanc sur case noire h2 · Tour blanche sur case noire a1 · Tour blanche sur case noire e1 · Roi blanc sur case noire g1 | Tour noire sur case noire f8 · Roi noir sur case blanche g8 · Pion noir sur case blanche f7 · Pion noir sur case noire g7 · Pion noir sur case blanche h7 · Pion noir sur case blanche a6 · Pion noir sur case blanche c6 · Fou noir sur case noire d6 · Tour noire sur case blanche e6 · Pion noir sur case blanche b5 · Cavalier noir sur case blanche d5 · Pion blanc sur case noire d4 · Fou noir sur case blanche g4 · Fou blanc sur case blanche b3 · Pion blanc sur case noire c3 · Dame blanche sur case blanche d3 · Fou blanc sur case noire e3 · Pion blanc sur case noire g3 · Dame noire sur case blanche h3 · Pion blanc sur case blanche a2 · Pion blanc sur case noire b2 · Cavalier blanc sur case noire d2 · Pion blanc sur case noire f2 · Pion blanc sur case noire h2 · Tour blanche sur case noire a1 · Tour blanche sur case noire e1 · Roi blanc sur case noire g1 | Tour noire sur case noire f8 · Roi noir sur case blanche g8 · Pion noir sur case blanche f7 · Pion noir sur case noire g7 · Pion noir sur case blanche h7 · Pion noir sur case blanche a6 · Pion noir sur case blanche c6 · Fou noir sur case noire d6 · Tour noire sur case blanche e6 · Pion noir sur case blanche b5 · Cavalier noir sur case blanche d5 · Pion blanc sur case noire d4 · Fou noir sur case blanche g4 · Fou blanc sur case blanche b3 · Pion blanc sur case noire c3 · Dame blanche sur case blanche d3 · Fou blanc sur case noire e3 · Pion blanc sur case noire g3 · Dame noire sur case blanche h3 · Pion blanc sur case blanche a2 · Pion blanc sur case noire b2 · Cavalier blanc sur case noire d2 · Pion blanc sur case noire f2 · Pion blanc sur case noire h2 · Tour blanche sur case noire a1 · Tour blanche sur case noire e1 · Roi blanc sur case noire g1 | 8 |
| 7 | Tour noire sur case noire f8 · Roi noir sur case blanche g8 · Pion noir sur case blanche f7 · Pion noir sur case noire g7 · Pion noir sur case blanche h7 · Pion noir sur case blanche a6 · Pion noir sur case blanche c6 · Fou noir sur case noire d6 · Tour noire sur case blanche e6 · Pion noir sur case blanche b5 · Cavalier noir sur case blanche d5 · Pion blanc sur case noire d4 · Fou noir sur case blanche g4 · Fou blanc sur case blanche b3 · Pion blanc sur case noire c3 · Dame blanche sur case blanche d3 · Fou blanc sur case noire e3 · Pion blanc sur case noire g3 · Dame noire sur case blanche h3 · Pion blanc sur case blanche a2 · Pion blanc sur case noire b2 · Cavalier blanc sur case noire d2 · Pion blanc sur case noire f2 · Pion blanc sur case noire h2 · Tour blanche sur case noire a1 · Tour blanche sur case noire e1 · Roi blanc sur case noire g1 | Tour noire sur case noire f8 · Roi noir sur case blanche g8 · Pion noir sur case blanche f7 · Pion noir sur case noire g7 · Pion noir sur case blanche h7 · Pion noir sur case blanche a6 · Pion noir sur case blanche c6 · Fou noir sur case noire d6 · Tour noire sur case blanche e6 · Pion noir sur case blanche b5 · Cavalier noir sur case blanche d5 · Pion blanc sur case noire d4 · Fou noir sur case blanche g4 · Fou blanc sur case blanche b3 · Pion blanc sur case noire c3 · Dame blanche sur case blanche d3 · Fou blanc sur case noire e3 · Pion blanc sur case noire g3 · Dame noire sur case blanche h3 · Pion blanc sur case blanche a2 · Pion blanc sur case noire b2 · Cavalier blanc sur case noire d2 · Pion blanc sur case noire f2 · Pion blanc sur case noire h2 · Tour blanche sur case noire a1 · Tour blanche sur case noire e1 · Roi blanc sur case noire g1 | Tour noire sur case noire f8 · Roi noir sur case blanche g8 · Pion noir sur case blanche f7 · Pion noir sur case noire g7 · Pion noir sur case blanche h7 · Pion noir sur case blanche a6 · Pion noir sur case blanche c6 · Fou noir sur case noire d6 · Tour noire sur case blanche e6 · Pion noir sur case blanche b5 · Cavalier noir sur case blanche d5 · Pion blanc sur case noire d4 · Fou noir sur case blanche g4 · Fou blanc sur case blanche b3 · Pion blanc sur case noire c3 · Dame blanche sur case blanche d3 · Fou blanc sur case noire e3 · Pion blanc sur case noire g3 · Dame noire sur case blanche h3 · Pion blanc sur case blanche a2 · Pion blanc sur case noire b2 · Cavalier blanc sur case noire d2 · Pion blanc sur case noire f2 · Pion blanc sur case noire h2 · Tour blanche sur case noire a1 · Tour blanche sur case noire e1 · Roi blanc sur case noire g1 | Tour noire sur case noire f8 · Roi noir sur case blanche g8 · Pion noir sur case blanche f7 · Pion noir sur case noire g7 · Pion noir sur case blanche h7 · Pion noir sur case blanche a6 · Pion noir sur case blanche c6 · Fou noir sur case noire d6 · Tour noire sur case blanche e6 · Pion noir sur case blanche b5 · Cavalier noir sur case blanche d5 · Pion blanc sur case noire d4 · Fou noir sur case blanche g4 · Fou blanc sur case blanche b3 · Pion blanc sur case noire c3 · Dame blanche sur case blanche d3 · Fou blanc sur case noire e3 · Pion blanc sur case noire g3 · Dame noire sur case blanche h3 · Pion blanc sur case blanche a2 · Pion blanc sur case noire b2 · Cavalier blanc sur case noire d2 · Pion blanc sur case noire f2 · Pion blanc sur case noire h2 · Tour blanche sur case noire a1 · Tour blanche sur case noire e1 · Roi blanc sur case noire g1 | Tour noire sur case noire f8 · Roi noir sur case blanche g8 · Pion noir sur case blanche f7 · Pion noir sur case noire g7 · Pion noir sur case blanche h7 · Pion noir sur case blanche a6 · Pion noir sur case blanche c6 · Fou noir sur case noire d6 · Tour noire sur case blanche e6 · Pion noir sur case blanche b5 · Cavalier noir sur case blanche d5 · Pion blanc sur case noire d4 · Fou noir sur case blanche g4 · Fou blanc sur case blanche b3 · Pion blanc sur case noire c3 · Dame blanche sur case blanche d3 · Fou blanc sur case noire e3 · Pion blanc sur case noire g3 · Dame noire sur case blanche h3 · Pion blanc sur case blanche a2 · Pion blanc sur case noire b2 · Cavalier blanc sur case noire d2 · Pion blanc sur case noire f2 · Pion blanc sur case noire h2 · Tour blanche sur case noire a1 · Tour blanche sur case noire e1 · Roi blanc sur case noire g1 | Tour noire sur case noire f8 · Roi noir sur case blanche g8 · Pion noir sur case blanche f7 · Pion noir sur case noire g7 · Pion noir sur case blanche h7 · Pion noir sur case blanche a6 · Pion noir sur case blanche c6 · Fou noir sur case noire d6 · Tour noire sur case blanche e6 · Pion noir sur case blanche b5 · Cavalier noir sur case blanche d5 · Pion blanc sur case noire d4 · Fou noir sur case blanche g4 · Fou blanc sur case blanche b3 · Pion blanc sur case noire c3 · Dame blanche sur case blanche d3 · Fou blanc sur case noire e3 · Pion blanc sur case noire g3 · Dame noire sur case blanche h3 · Pion blanc sur case blanche a2 · Pion blanc sur case noire b2 · Cavalier blanc sur case noire d2 · Pion blanc sur case noire f2 · Pion blanc sur case noire h2 · Tour blanche sur case noire a1 · Tour blanche sur case noire e1 · Roi blanc sur case noire g1 | Tour noire sur case noire f8 · Roi noir sur case blanche g8 · Pion noir sur case blanche f7 · Pion noir sur case noire g7 · Pion noir sur case blanche h7 · Pion noir sur case blanche a6 · Pion noir sur case blanche c6 · Fou noir sur case noire d6 · Tour noire sur case blanche e6 · Pion noir sur case blanche b5 · Cavalier noir sur case blanche d5 · Pion blanc sur case noire d4 · Fou noir sur case blanche g4 · Fou blanc sur case blanche b3 · Pion blanc sur case noire c3 · Dame blanche sur case blanche d3 · Fou blanc sur case noire e3 · Pion blanc sur case noire g3 · Dame noire sur case blanche h3 · Pion blanc sur case blanche a2 · Pion blanc sur case noire b2 · Cavalier blanc sur case noire d2 · Pion blanc sur case noire f2 · Pion blanc sur case noire h2 · Tour blanche sur case noire a1 · Tour blanche sur case noire e1 · Roi blanc sur case noire g1 | Tour noire sur case noire f8 · Roi noir sur case blanche g8 · Pion noir sur case blanche f7 · Pion noir sur case noire g7 · Pion noir sur case blanche h7 · Pion noir sur case blanche a6 · Pion noir sur case blanche c6 · Fou noir sur case noire d6 · Tour noire sur case blanche e6 · Pion noir sur case blanche b5 · Cavalier noir sur case blanche d5 · Pion blanc sur case noire d4 · Fou noir sur case blanche g4 · Fou blanc sur case blanche b3 · Pion blanc sur case noire c3 · Dame blanche sur case blanche d3 · Fou blanc sur case noire e3 · Pion blanc sur case noire g3 · Dame noire sur case blanche h3 · Pion blanc sur case blanche a2 · Pion blanc sur case noire b2 · Cavalier blanc sur case noire d2 · Pion blanc sur case noire f2 · Pion blanc sur case noire h2 · Tour blanche sur case noire a1 · Tour blanche sur case noire e1 · Roi blanc sur case noire g1 | 7 |
| 6 | Tour noire sur case noire f8 · Roi noir sur case blanche g8 · Pion noir sur case blanche f7 · Pion noir sur case noire g7 · Pion noir sur case blanche h7 · Pion noir sur case blanche a6 · Pion noir sur case blanche c6 · Fou noir sur case noire d6 · Tour noire sur case blanche e6 · Pion noir sur case blanche b5 · Cavalier noir sur case blanche d5 · Pion blanc sur case noire d4 · Fou noir sur case blanche g4 · Fou blanc sur case blanche b3 · Pion blanc sur case noire c3 · Dame blanche sur case blanche d3 · Fou blanc sur case noire e3 · Pion blanc sur case noire g3 · Dame noire sur case blanche h3 · Pion blanc sur case blanche a2 · Pion blanc sur case noire b2 · Cavalier blanc sur case noire d2 · Pion blanc sur case noire f2 · Pion blanc sur case noire h2 · Tour blanche sur case noire a1 · Tour blanche sur case noire e1 · Roi blanc sur case noire g1 | Tour noire sur case noire f8 · Roi noir sur case blanche g8 · Pion noir sur case blanche f7 · Pion noir sur case noire g7 · Pion noir sur case blanche h7 · Pion noir sur case blanche a6 · Pion noir sur case blanche c6 · Fou noir sur case noire d6 · Tour noire sur case blanche e6 · Pion noir sur case blanche b5 · Cavalier noir sur case blanche d5 · Pion blanc sur case noire d4 · Fou noir sur case blanche g4 · Fou blanc sur case blanche b3 · Pion blanc sur case noire c3 · Dame blanche sur case blanche d3 · Fou blanc sur case noire e3 · Pion blanc sur case noire g3 · Dame noire sur case blanche h3 · Pion blanc sur case blanche a2 · Pion blanc sur case noire b2 · Cavalier blanc sur case noire d2 · Pion blanc sur case noire f2 · Pion blanc sur case noire h2 · Tour blanche sur case noire a1 · Tour blanche sur case noire e1 · Roi blanc sur case noire g1 | Tour noire sur case noire f8 · Roi noir sur case blanche g8 · Pion noir sur case blanche f7 · Pion noir sur case noire g7 · Pion noir sur case blanche h7 · Pion noir sur case blanche a6 · Pion noir sur case blanche c6 · Fou noir sur case noire d6 · Tour noire sur case blanche e6 · Pion noir sur case blanche b5 · Cavalier noir sur case blanche d5 · Pion blanc sur case noire d4 · Fou noir sur case blanche g4 · Fou blanc sur case blanche b3 · Pion blanc sur case noire c3 · Dame blanche sur case blanche d3 · Fou blanc sur case noire e3 · Pion blanc sur case noire g3 · Dame noire sur case blanche h3 · Pion blanc sur case blanche a2 · Pion blanc sur case noire b2 · Cavalier blanc sur case noire d2 · Pion blanc sur case noire f2 · Pion blanc sur case noire h2 · Tour blanche sur case noire a1 · Tour blanche sur case noire e1 · Roi blanc sur case noire g1 | Tour noire sur case noire f8 · Roi noir sur case blanche g8 · Pion noir sur case blanche f7 · Pion noir sur case noire g7 · Pion noir sur case blanche h7 · Pion noir sur case blanche a6 · Pion noir sur case blanche c6 · Fou noir sur case noire d6 · Tour noire sur case blanche e6 · Pion noir sur case blanche b5 · Cavalier noir sur case blanche d5 · Pion blanc sur case noire d4 · Fou noir sur case blanche g4 · Fou blanc sur case blanche b3 · Pion blanc sur case noire c3 · Dame blanche sur case blanche d3 · Fou blanc sur case noire e3 · Pion blanc sur case noire g3 · Dame noire sur case blanche h3 · Pion blanc sur case blanche a2 · Pion blanc sur case noire b2 · Cavalier blanc sur case noire d2 · Pion blanc sur case noire f2 · Pion blanc sur case noire h2 · Tour blanche sur case noire a1 · Tour blanche sur case noire e1 · Roi blanc sur case noire g1 | Tour noire sur case noire f8 · Roi noir sur case blanche g8 · Pion noir sur case blanche f7 · Pion noir sur case noire g7 · Pion noir sur case blanche h7 · Pion noir sur case blanche a6 · Pion noir sur case blanche c6 · Fou noir sur case noire d6 · Tour noire sur case blanche e6 · Pion noir sur case blanche b5 · Cavalier noir sur case blanche d5 · Pion blanc sur case noire d4 · Fou noir sur case blanche g4 · Fou blanc sur case blanche b3 · Pion blanc sur case noire c3 · Dame blanche sur case blanche d3 · Fou blanc sur case noire e3 · Pion blanc sur case noire g3 · Dame noire sur case blanche h3 · Pion blanc sur case blanche a2 · Pion blanc sur case noire b2 · Cavalier blanc sur case noire d2 · Pion blanc sur case noire f2 · Pion blanc sur case noire h2 · Tour blanche sur case noire a1 · Tour blanche sur case noire e1 · Roi blanc sur case noire g1 | Tour noire sur case noire f8 · Roi noir sur case blanche g8 · Pion noir sur case blanche f7 · Pion noir sur case noire g7 · Pion noir sur case blanche h7 · Pion noir sur case blanche a6 · Pion noir sur case blanche c6 · Fou noir sur case noire d6 · Tour noire sur case blanche e6 · Pion noir sur case blanche b5 · Cavalier noir sur case blanche d5 · Pion blanc sur case noire d4 · Fou noir sur case blanche g4 · Fou blanc sur case blanche b3 · Pion blanc sur case noire c3 · Dame blanche sur case blanche d3 · Fou blanc sur case noire e3 · Pion blanc sur case noire g3 · Dame noire sur case blanche h3 · Pion blanc sur case blanche a2 · Pion blanc sur case noire b2 · Cavalier blanc sur case noire d2 · Pion blanc sur case noire f2 · Pion blanc sur case noire h2 · Tour blanche sur case noire a1 · Tour blanche sur case noire e1 · Roi blanc sur case noire g1 | Tour noire sur case noire f8 · Roi noir sur case blanche g8 · Pion noir sur case blanche f7 · Pion noir sur case noire g7 · Pion noir sur case blanche h7 · Pion noir sur case blanche a6 · Pion noir sur case blanche c6 · Fou noir sur case noire d6 · Tour noire sur case blanche e6 · Pion noir sur case blanche b5 · Cavalier noir sur case blanche d5 · Pion blanc sur case noire d4 · Fou noir sur case blanche g4 · Fou blanc sur case blanche b3 · Pion blanc sur case noire c3 · Dame blanche sur case blanche d3 · Fou blanc sur case noire e3 · Pion blanc sur case noire g3 · Dame noire sur case blanche h3 · Pion blanc sur case blanche a2 · Pion blanc sur case noire b2 · Cavalier blanc sur case noire d2 · Pion blanc sur case noire f2 · Pion blanc sur case noire h2 · Tour blanche sur case noire a1 · Tour blanche sur case noire e1 · Roi blanc sur case noire g1 | Tour noire sur case noire f8 · Roi noir sur case blanche g8 · Pion noir sur case blanche f7 · Pion noir sur case noire g7 · Pion noir sur case blanche h7 · Pion noir sur case blanche a6 · Pion noir sur case blanche c6 · Fou noir sur case noire d6 · Tour noire sur case blanche e6 · Pion noir sur case blanche b5 · Cavalier noir sur case blanche d5 · Pion blanc sur case noire d4 · Fou noir sur case blanche g4 · Fou blanc sur case blanche b3 · Pion blanc sur case noire c3 · Dame blanche sur case blanche d3 · Fou blanc sur case noire e3 · Pion blanc sur case noire g3 · Dame noire sur case blanche h3 · Pion blanc sur case blanche a2 · Pion blanc sur case noire b2 · Cavalier blanc sur case noire d2 · Pion blanc sur case noire f2 · Pion blanc sur case noire h2 · Tour blanche sur case noire a1 · Tour blanche sur case noire e1 · Roi blanc sur case noire g1 | 6 |
| 5 | Tour noire sur case noire f8 · Roi noir sur case blanche g8 · Pion noir sur case blanche f7 · Pion noir sur case noire g7 · Pion noir sur case blanche h7 · Pion noir sur case blanche a6 · Pion noir sur case blanche c6 · Fou noir sur case noire d6 · Tour noire sur case blanche e6 · Pion noir sur case blanche b5 · Cavalier noir sur case blanche d5 · Pion blanc sur case noire d4 · Fou noir sur case blanche g4 · Fou blanc sur case blanche b3 · Pion blanc sur case noire c3 · Dame blanche sur case blanche d3 · Fou blanc sur case noire e3 · Pion blanc sur case noire g3 · Dame noire sur case blanche h3 · Pion blanc sur case blanche a2 · Pion blanc sur case noire b2 · Cavalier blanc sur case noire d2 · Pion blanc sur case noire f2 · Pion blanc sur case noire h2 · Tour blanche sur case noire a1 · Tour blanche sur case noire e1 · Roi blanc sur case noire g1 | Tour noire sur case noire f8 · Roi noir sur case blanche g8 · Pion noir sur case blanche f7 · Pion noir sur case noire g7 · Pion noir sur case blanche h7 · Pion noir sur case blanche a6 · Pion noir sur case blanche c6 · Fou noir sur case noire d6 · Tour noire sur case blanche e6 · Pion noir sur case blanche b5 · Cavalier noir sur case blanche d5 · Pion blanc sur case noire d4 · Fou noir sur case blanche g4 · Fou blanc sur case blanche b3 · Pion blanc sur case noire c3 · Dame blanche sur case blanche d3 · Fou blanc sur case noire e3 · Pion blanc sur case noire g3 · Dame noire sur case blanche h3 · Pion blanc sur case blanche a2 · Pion blanc sur case noire b2 · Cavalier blanc sur case noire d2 · Pion blanc sur case noire f2 · Pion blanc sur case noire h2 · Tour blanche sur case noire a1 · Tour blanche sur case noire e1 · Roi blanc sur case noire g1 | Tour noire sur case noire f8 · Roi noir sur case blanche g8 · Pion noir sur case blanche f7 · Pion noir sur case noire g7 · Pion noir sur case blanche h7 · Pion noir sur case blanche a6 · Pion noir sur case blanche c6 · Fou noir sur case noire d6 · Tour noire sur case blanche e6 · Pion noir sur case blanche b5 · Cavalier noir sur case blanche d5 · Pion blanc sur case noire d4 · Fou noir sur case blanche g4 · Fou blanc sur case blanche b3 · Pion blanc sur case noire c3 · Dame blanche sur case blanche d3 · Fou blanc sur case noire e3 · Pion blanc sur case noire g3 · Dame noire sur case blanche h3 · Pion blanc sur case blanche a2 · Pion blanc sur case noire b2 · Cavalier blanc sur case noire d2 · Pion blanc sur case noire f2 · Pion blanc sur case noire h2 · Tour blanche sur case noire a1 · Tour blanche sur case noire e1 · Roi blanc sur case noire g1 | Tour noire sur case noire f8 · Roi noir sur case blanche g8 · Pion noir sur case blanche f7 · Pion noir sur case noire g7 · Pion noir sur case blanche h7 · Pion noir sur case blanche a6 · Pion noir sur case blanche c6 · Fou noir sur case noire d6 · Tour noire sur case blanche e6 · Pion noir sur case blanche b5 · Cavalier noir sur case blanche d5 · Pion blanc sur case noire d4 · Fou noir sur case blanche g4 · Fou blanc sur case blanche b3 · Pion blanc sur case noire c3 · Dame blanche sur case blanche d3 · Fou blanc sur case noire e3 · Pion blanc sur case noire g3 · Dame noire sur case blanche h3 · Pion blanc sur case blanche a2 · Pion blanc sur case noire b2 · Cavalier blanc sur case noire d2 · Pion blanc sur case noire f2 · Pion blanc sur case noire h2 · Tour blanche sur case noire a1 · Tour blanche sur case noire e1 · Roi blanc sur case noire g1 | Tour noire sur case noire f8 · Roi noir sur case blanche g8 · Pion noir sur case blanche f7 · Pion noir sur case noire g7 · Pion noir sur case blanche h7 · Pion noir sur case blanche a6 · Pion noir sur case blanche c6 · Fou noir sur case noire d6 · Tour noire sur case blanche e6 · Pion noir sur case blanche b5 · Cavalier noir sur case blanche d5 · Pion blanc sur case noire d4 · Fou noir sur case blanche g4 · Fou blanc sur case blanche b3 · Pion blanc sur case noire c3 · Dame blanche sur case blanche d3 · Fou blanc sur case noire e3 · Pion blanc sur case noire g3 · Dame noire sur case blanche h3 · Pion blanc sur case blanche a2 · Pion blanc sur case noire b2 · Cavalier blanc sur case noire d2 · Pion blanc sur case noire f2 · Pion blanc sur case noire h2 · Tour blanche sur case noire a1 · Tour blanche sur case noire e1 · Roi blanc sur case noire g1 | Tour noire sur case noire f8 · Roi noir sur case blanche g8 · Pion noir sur case blanche f7 · Pion noir sur case noire g7 · Pion noir sur case blanche h7 · Pion noir sur case blanche a6 · Pion noir sur case blanche c6 · Fou noir sur case noire d6 · Tour noire sur case blanche e6 · Pion noir sur case blanche b5 · Cavalier noir sur case blanche d5 · Pion blanc sur case noire d4 · Fou noir sur case blanche g4 · Fou blanc sur case blanche b3 · Pion blanc sur case noire c3 · Dame blanche sur case blanche d3 · Fou blanc sur case noire e3 · Pion blanc sur case noire g3 · Dame noire sur case blanche h3 · Pion blanc sur case blanche a2 · Pion blanc sur case noire b2 · Cavalier blanc sur case noire d2 · Pion blanc sur case noire f2 · Pion blanc sur case noire h2 · Tour blanche sur case noire a1 · Tour blanche sur case noire e1 · Roi blanc sur case noire g1 | Tour noire sur case noire f8 · Roi noir sur case blanche g8 · Pion noir sur case blanche f7 · Pion noir sur case noire g7 · Pion noir sur case blanche h7 · Pion noir sur case blanche a6 · Pion noir sur case blanche c6 · Fou noir sur case noire d6 · Tour noire sur case blanche e6 · Pion noir sur case blanche b5 · Cavalier noir sur case blanche d5 · Pion blanc sur case noire d4 · Fou noir sur case blanche g4 · Fou blanc sur case blanche b3 · Pion blanc sur case noire c3 · Dame blanche sur case blanche d3 · Fou blanc sur case noire e3 · Pion blanc sur case noire g3 · Dame noire sur case blanche h3 · Pion blanc sur case blanche a2 · Pion blanc sur case noire b2 · Cavalier blanc sur case noire d2 · Pion blanc sur case noire f2 · Pion blanc sur case noire h2 · Tour blanche sur case noire a1 · Tour blanche sur case noire e1 · Roi blanc sur case noire g1 | Tour noire sur case noire f8 · Roi noir sur case blanche g8 · Pion noir sur case blanche f7 · Pion noir sur case noire g7 · Pion noir sur case blanche h7 · Pion noir sur case blanche a6 · Pion noir sur case blanche c6 · Fou noir sur case noire d6 · Tour noire sur case blanche e6 · Pion noir sur case blanche b5 · Cavalier noir sur case blanche d5 · Pion blanc sur case noire d4 · Fou noir sur case blanche g4 · Fou blanc sur case blanche b3 · Pion blanc sur case noire c3 · Dame blanche sur case blanche d3 · Fou blanc sur case noire e3 · Pion blanc sur case noire g3 · Dame noire sur case blanche h3 · Pion blanc sur case blanche a2 · Pion blanc sur case noire b2 · Cavalier blanc sur case noire d2 · Pion blanc sur case noire f2 · Pion blanc sur case noire h2 · Tour blanche sur case noire a1 · Tour blanche sur case noire e1 · Roi blanc sur case noire g1 | 5 |
| 4 | Tour noire sur case noire f8 · Roi noir sur case blanche g8 · Pion noir sur case blanche f7 · Pion noir sur case noire g7 · Pion noir sur case blanche h7 · Pion noir sur case blanche a6 · Pion noir sur case blanche c6 · Fou noir sur case noire d6 · Tour noire sur case blanche e6 · Pion noir sur case blanche b5 · Cavalier noir sur case blanche d5 · Pion blanc sur case noire d4 · Fou noir sur case blanche g4 · Fou blanc sur case blanche b3 · Pion blanc sur case noire c3 · Dame blanche sur case blanche d3 · Fou blanc sur case noire e3 · Pion blanc sur case noire g3 · Dame noire sur case blanche h3 · Pion blanc sur case blanche a2 · Pion blanc sur case noire b2 · Cavalier blanc sur case noire d2 · Pion blanc sur case noire f2 · Pion blanc sur case noire h2 · Tour blanche sur case noire a1 · Tour blanche sur case noire e1 · Roi blanc sur case noire g1 | Tour noire sur case noire f8 · Roi noir sur case blanche g8 · Pion noir sur case blanche f7 · Pion noir sur case noire g7 · Pion noir sur case blanche h7 · Pion noir sur case blanche a6 · Pion noir sur case blanche c6 · Fou noir sur case noire d6 · Tour noire sur case blanche e6 · Pion noir sur case blanche b5 · Cavalier noir sur case blanche d5 · Pion blanc sur case noire d4 · Fou noir sur case blanche g4 · Fou blanc sur case blanche b3 · Pion blanc sur case noire c3 · Dame blanche sur case blanche d3 · Fou blanc sur case noire e3 · Pion blanc sur case noire g3 · Dame noire sur case blanche h3 · Pion blanc sur case blanche a2 · Pion blanc sur case noire b2 · Cavalier blanc sur case noire d2 · Pion blanc sur case noire f2 · Pion blanc sur case noire h2 · Tour blanche sur case noire a1 · Tour blanche sur case noire e1 · Roi blanc sur case noire g1 | Tour noire sur case noire f8 · Roi noir sur case blanche g8 · Pion noir sur case blanche f7 · Pion noir sur case noire g7 · Pion noir sur case blanche h7 · Pion noir sur case blanche a6 · Pion noir sur case blanche c6 · Fou noir sur case noire d6 · Tour noire sur case blanche e6 · Pion noir sur case blanche b5 · Cavalier noir sur case blanche d5 · Pion blanc sur case noire d4 · Fou noir sur case blanche g4 · Fou blanc sur case blanche b3 · Pion blanc sur case noire c3 · Dame blanche sur case blanche d3 · Fou blanc sur case noire e3 · Pion blanc sur case noire g3 · Dame noire sur case blanche h3 · Pion blanc sur case blanche a2 · Pion blanc sur case noire b2 · Cavalier blanc sur case noire d2 · Pion blanc sur case noire f2 · Pion blanc sur case noire h2 · Tour blanche sur case noire a1 · Tour blanche sur case noire e1 · Roi blanc sur case noire g1 | Tour noire sur case noire f8 · Roi noir sur case blanche g8 · Pion noir sur case blanche f7 · Pion noir sur case noire g7 · Pion noir sur case blanche h7 · Pion noir sur case blanche a6 · Pion noir sur case blanche c6 · Fou noir sur case noire d6 · Tour noire sur case blanche e6 · Pion noir sur case blanche b5 · Cavalier noir sur case blanche d5 · Pion blanc sur case noire d4 · Fou noir sur case blanche g4 · Fou blanc sur case blanche b3 · Pion blanc sur case noire c3 · Dame blanche sur case blanche d3 · Fou blanc sur case noire e3 · Pion blanc sur case noire g3 · Dame noire sur case blanche h3 · Pion blanc sur case blanche a2 · Pion blanc sur case noire b2 · Cavalier blanc sur case noire d2 · Pion blanc sur case noire f2 · Pion blanc sur case noire h2 · Tour blanche sur case noire a1 · Tour blanche sur case noire e1 · Roi blanc sur case noire g1 | Tour noire sur case noire f8 · Roi noir sur case blanche g8 · Pion noir sur case blanche f7 · Pion noir sur case noire g7 · Pion noir sur case blanche h7 · Pion noir sur case blanche a6 · Pion noir sur case blanche c6 · Fou noir sur case noire d6 · Tour noire sur case blanche e6 · Pion noir sur case blanche b5 · Cavalier noir sur case blanche d5 · Pion blanc sur case noire d4 · Fou noir sur case blanche g4 · Fou blanc sur case blanche b3 · Pion blanc sur case noire c3 · Dame blanche sur case blanche d3 · Fou blanc sur case noire e3 · Pion blanc sur case noire g3 · Dame noire sur case blanche h3 · Pion blanc sur case blanche a2 · Pion blanc sur case noire b2 · Cavalier blanc sur case noire d2 · Pion blanc sur case noire f2 · Pion blanc sur case noire h2 · Tour blanche sur case noire a1 · Tour blanche sur case noire e1 · Roi blanc sur case noire g1 | Tour noire sur case noire f8 · Roi noir sur case blanche g8 · Pion noir sur case blanche f7 · Pion noir sur case noire g7 · Pion noir sur case blanche h7 · Pion noir sur case blanche a6 · Pion noir sur case blanche c6 · Fou noir sur case noire d6 · Tour noire sur case blanche e6 · Pion noir sur case blanche b5 · Cavalier noir sur case blanche d5 · Pion blanc sur case noire d4 · Fou noir sur case blanche g4 · Fou blanc sur case blanche b3 · Pion blanc sur case noire c3 · Dame blanche sur case blanche d3 · Fou blanc sur case noire e3 · Pion blanc sur case noire g3 · Dame noire sur case blanche h3 · Pion blanc sur case blanche a2 · Pion blanc sur case noire b2 · Cavalier blanc sur case noire d2 · Pion blanc sur case noire f2 · Pion blanc sur case noire h2 · Tour blanche sur case noire a1 · Tour blanche sur case noire e1 · Roi blanc sur case noire g1 | Tour noire sur case noire f8 · Roi noir sur case blanche g8 · Pion noir sur case blanche f7 · Pion noir sur case noire g7 · Pion noir sur case blanche h7 · Pion noir sur case blanche a6 · Pion noir sur case blanche c6 · Fou noir sur case noire d6 · Tour noire sur case blanche e6 · Pion noir sur case blanche b5 · Cavalier noir sur case blanche d5 · Pion blanc sur case noire d4 · Fou noir sur case blanche g4 · Fou blanc sur case blanche b3 · Pion blanc sur case noire c3 · Dame blanche sur case blanche d3 · Fou blanc sur case noire e3 · Pion blanc sur case noire g3 · Dame noire sur case blanche h3 · Pion blanc sur case blanche a2 · Pion blanc sur case noire b2 · Cavalier blanc sur case noire d2 · Pion blanc sur case noire f2 · Pion blanc sur case noire h2 · Tour blanche sur case noire a1 · Tour blanche sur case noire e1 · Roi blanc sur case noire g1 | Tour noire sur case noire f8 · Roi noir sur case blanche g8 · Pion noir sur case blanche f7 · Pion noir sur case noire g7 · Pion noir sur case blanche h7 · Pion noir sur case blanche a6 · Pion noir sur case blanche c6 · Fou noir sur case noire d6 · Tour noire sur case blanche e6 · Pion noir sur case blanche b5 · Cavalier noir sur case blanche d5 · Pion blanc sur case noire d4 · Fou noir sur case blanche g4 · Fou blanc sur case blanche b3 · Pion blanc sur case noire c3 · Dame blanche sur case blanche d3 · Fou blanc sur case noire e3 · Pion blanc sur case noire g3 · Dame noire sur case blanche h3 · Pion blanc sur case blanche a2 · Pion blanc sur case noire b2 · Cavalier blanc sur case noire d2 · Pion blanc sur case noire f2 · Pion blanc sur case noire h2 · Tour blanche sur case noire a1 · Tour blanche sur case noire e1 · Roi blanc sur case noire g1 | 4 |
| 3 | Tour noire sur case noire f8 · Roi noir sur case blanche g8 · Pion noir sur case blanche f7 · Pion noir sur case noire g7 · Pion noir sur case blanche h7 · Pion noir sur case blanche a6 · Pion noir sur case blanche c6 · Fou noir sur case noire d6 · Tour noire sur case blanche e6 · Pion noir sur case blanche b5 · Cavalier noir sur case blanche d5 · Pion blanc sur case noire d4 · Fou noir sur case blanche g4 · Fou blanc sur case blanche b3 · Pion blanc sur case noire c3 · Dame blanche sur case blanche d3 · Fou blanc sur case noire e3 · Pion blanc sur case noire g3 · Dame noire sur case blanche h3 · Pion blanc sur case blanche a2 · Pion blanc sur case noire b2 · Cavalier blanc sur case noire d2 · Pion blanc sur case noire f2 · Pion blanc sur case noire h2 · Tour blanche sur case noire a1 · Tour blanche sur case noire e1 · Roi blanc sur case noire g1 | Tour noire sur case noire f8 · Roi noir sur case blanche g8 · Pion noir sur case blanche f7 · Pion noir sur case noire g7 · Pion noir sur case blanche h7 · Pion noir sur case blanche a6 · Pion noir sur case blanche c6 · Fou noir sur case noire d6 · Tour noire sur case blanche e6 · Pion noir sur case blanche b5 · Cavalier noir sur case blanche d5 · Pion blanc sur case noire d4 · Fou noir sur case blanche g4 · Fou blanc sur case blanche b3 · Pion blanc sur case noire c3 · Dame blanche sur case blanche d3 · Fou blanc sur case noire e3 · Pion blanc sur case noire g3 · Dame noire sur case blanche h3 · Pion blanc sur case blanche a2 · Pion blanc sur case noire b2 · Cavalier blanc sur case noire d2 · Pion blanc sur case noire f2 · Pion blanc sur case noire h2 · Tour blanche sur case noire a1 · Tour blanche sur case noire e1 · Roi blanc sur case noire g1 | Tour noire sur case noire f8 · Roi noir sur case blanche g8 · Pion noir sur case blanche f7 · Pion noir sur case noire g7 · Pion noir sur case blanche h7 · Pion noir sur case blanche a6 · Pion noir sur case blanche c6 · Fou noir sur case noire d6 · Tour noire sur case blanche e6 · Pion noir sur case blanche b5 · Cavalier noir sur case blanche d5 · Pion blanc sur case noire d4 · Fou noir sur case blanche g4 · Fou blanc sur case blanche b3 · Pion blanc sur case noire c3 · Dame blanche sur case blanche d3 · Fou blanc sur case noire e3 · Pion blanc sur case noire g3 · Dame noire sur case blanche h3 · Pion blanc sur case blanche a2 · Pion blanc sur case noire b2 · Cavalier blanc sur case noire d2 · Pion blanc sur case noire f2 · Pion blanc sur case noire h2 · Tour blanche sur case noire a1 · Tour blanche sur case noire e1 · Roi blanc sur case noire g1 | Tour noire sur case noire f8 · Roi noir sur case blanche g8 · Pion noir sur case blanche f7 · Pion noir sur case noire g7 · Pion noir sur case blanche h7 · Pion noir sur case blanche a6 · Pion noir sur case blanche c6 · Fou noir sur case noire d6 · Tour noire sur case blanche e6 · Pion noir sur case blanche b5 · Cavalier noir sur case blanche d5 · Pion blanc sur case noire d4 · Fou noir sur case blanche g4 · Fou blanc sur case blanche b3 · Pion blanc sur case noire c3 · Dame blanche sur case blanche d3 · Fou blanc sur case noire e3 · Pion blanc sur case noire g3 · Dame noire sur case blanche h3 · Pion blanc sur case blanche a2 · Pion blanc sur case noire b2 · Cavalier blanc sur case noire d2 · Pion blanc sur case noire f2 · Pion blanc sur case noire h2 · Tour blanche sur case noire a1 · Tour blanche sur case noire e1 · Roi blanc sur case noire g1 | Tour noire sur case noire f8 · Roi noir sur case blanche g8 · Pion noir sur case blanche f7 · Pion noir sur case noire g7 · Pion noir sur case blanche h7 · Pion noir sur case blanche a6 · Pion noir sur case blanche c6 · Fou noir sur case noire d6 · Tour noire sur case blanche e6 · Pion noir sur case blanche b5 · Cavalier noir sur case blanche d5 · Pion blanc sur case noire d4 · Fou noir sur case blanche g4 · Fou blanc sur case blanche b3 · Pion blanc sur case noire c3 · Dame blanche sur case blanche d3 · Fou blanc sur case noire e3 · Pion blanc sur case noire g3 · Dame noire sur case blanche h3 · Pion blanc sur case blanche a2 · Pion blanc sur case noire b2 · Cavalier blanc sur case noire d2 · Pion blanc sur case noire f2 · Pion blanc sur case noire h2 · Tour blanche sur case noire a1 · Tour blanche sur case noire e1 · Roi blanc sur case noire g1 | Tour noire sur case noire f8 · Roi noir sur case blanche g8 · Pion noir sur case blanche f7 · Pion noir sur case noire g7 · Pion noir sur case blanche h7 · Pion noir sur case blanche a6 · Pion noir sur case blanche c6 · Fou noir sur case noire d6 · Tour noire sur case blanche e6 · Pion noir sur case blanche b5 · Cavalier noir sur case blanche d5 · Pion blanc sur case noire d4 · Fou noir sur case blanche g4 · Fou blanc sur case blanche b3 · Pion blanc sur case noire c3 · Dame blanche sur case blanche d3 · Fou blanc sur case noire e3 · Pion blanc sur case noire g3 · Dame noire sur case blanche h3 · Pion blanc sur case blanche a2 · Pion blanc sur case noire b2 · Cavalier blanc sur case noire d2 · Pion blanc sur case noire f2 · Pion blanc sur case noire h2 · Tour blanche sur case noire a1 · Tour blanche sur case noire e1 · Roi blanc sur case noire g1 | Tour noire sur case noire f8 · Roi noir sur case blanche g8 · Pion noir sur case blanche f7 · Pion noir sur case noire g7 · Pion noir sur case blanche h7 · Pion noir sur case blanche a6 · Pion noir sur case blanche c6 · Fou noir sur case noire d6 · Tour noire sur case blanche e6 · Pion noir sur case blanche b5 · Cavalier noir sur case blanche d5 · Pion blanc sur case noire d4 · Fou noir sur case blanche g4 · Fou blanc sur case blanche b3 · Pion blanc sur case noire c3 · Dame blanche sur case blanche d3 · Fou blanc sur case noire e3 · Pion blanc sur case noire g3 · Dame noire sur case blanche h3 · Pion blanc sur case blanche a2 · Pion blanc sur case noire b2 · Cavalier blanc sur case noire d2 · Pion blanc sur case noire f2 · Pion blanc sur case noire h2 · Tour blanche sur case noire a1 · Tour blanche sur case noire e1 · Roi blanc sur case noire g1 | Tour noire sur case noire f8 · Roi noir sur case blanche g8 · Pion noir sur case blanche f7 · Pion noir sur case noire g7 · Pion noir sur case blanche h7 · Pion noir sur case blanche a6 · Pion noir sur case blanche c6 · Fou noir sur case noire d6 · Tour noire sur case blanche e6 · Pion noir sur case blanche b5 · Cavalier noir sur case blanche d5 · Pion blanc sur case noire d4 · Fou noir sur case blanche g4 · Fou blanc sur case blanche b3 · Pion blanc sur case noire c3 · Dame blanche sur case blanche d3 · Fou blanc sur case noire e3 · Pion blanc sur case noire g3 · Dame noire sur case blanche h3 · Pion blanc sur case blanche a2 · Pion blanc sur case noire b2 · Cavalier blanc sur case noire d2 · Pion blanc sur case noire f2 · Pion blanc sur case noire h2 · Tour blanche sur case noire a1 · Tour blanche sur case noire e1 · Roi blanc sur case noire g1 | 3 |
| 2 | Tour noire sur case noire f8 · Roi noir sur case blanche g8 · Pion noir sur case blanche f7 · Pion noir sur case noire g7 · Pion noir sur case blanche h7 · Pion noir sur case blanche a6 · Pion noir sur case blanche c6 · Fou noir sur case noire d6 · Tour noire sur case blanche e6 · Pion noir sur case blanche b5 · Cavalier noir sur case blanche d5 · Pion blanc sur case noire d4 · Fou noir sur case blanche g4 · Fou blanc sur case blanche b3 · Pion blanc sur case noire c3 · Dame blanche sur case blanche d3 · Fou blanc sur case noire e3 · Pion blanc sur case noire g3 · Dame noire sur case blanche h3 · Pion blanc sur case blanche a2 · Pion blanc sur case noire b2 · Cavalier blanc sur case noire d2 · Pion blanc sur case noire f2 · Pion blanc sur case noire h2 · Tour blanche sur case noire a1 · Tour blanche sur case noire e1 · Roi blanc sur case noire g1 | Tour noire sur case noire f8 · Roi noir sur case blanche g8 · Pion noir sur case blanche f7 · Pion noir sur case noire g7 · Pion noir sur case blanche h7 · Pion noir sur case blanche a6 · Pion noir sur case blanche c6 · Fou noir sur case noire d6 · Tour noire sur case blanche e6 · Pion noir sur case blanche b5 · Cavalier noir sur case blanche d5 · Pion blanc sur case noire d4 · Fou noir sur case blanche g4 · Fou blanc sur case blanche b3 · Pion blanc sur case noire c3 · Dame blanche sur case blanche d3 · Fou blanc sur case noire e3 · Pion blanc sur case noire g3 · Dame noire sur case blanche h3 · Pion blanc sur case blanche a2 · Pion blanc sur case noire b2 · Cavalier blanc sur case noire d2 · Pion blanc sur case noire f2 · Pion blanc sur case noire h2 · Tour blanche sur case noire a1 · Tour blanche sur case noire e1 · Roi blanc sur case noire g1 | Tour noire sur case noire f8 · Roi noir sur case blanche g8 · Pion noir sur case blanche f7 · Pion noir sur case noire g7 · Pion noir sur case blanche h7 · Pion noir sur case blanche a6 · Pion noir sur case blanche c6 · Fou noir sur case noire d6 · Tour noire sur case blanche e6 · Pion noir sur case blanche b5 · Cavalier noir sur case blanche d5 · Pion blanc sur case noire d4 · Fou noir sur case blanche g4 · Fou blanc sur case blanche b3 · Pion blanc sur case noire c3 · Dame blanche sur case blanche d3 · Fou blanc sur case noire e3 · Pion blanc sur case noire g3 · Dame noire sur case blanche h3 · Pion blanc sur case blanche a2 · Pion blanc sur case noire b2 · Cavalier blanc sur case noire d2 · Pion blanc sur case noire f2 · Pion blanc sur case noire h2 · Tour blanche sur case noire a1 · Tour blanche sur case noire e1 · Roi blanc sur case noire g1 | Tour noire sur case noire f8 · Roi noir sur case blanche g8 · Pion noir sur case blanche f7 · Pion noir sur case noire g7 · Pion noir sur case blanche h7 · Pion noir sur case blanche a6 · Pion noir sur case blanche c6 · Fou noir sur case noire d6 · Tour noire sur case blanche e6 · Pion noir sur case blanche b5 · Cavalier noir sur case blanche d5 · Pion blanc sur case noire d4 · Fou noir sur case blanche g4 · Fou blanc sur case blanche b3 · Pion blanc sur case noire c3 · Dame blanche sur case blanche d3 · Fou blanc sur case noire e3 · Pion blanc sur case noire g3 · Dame noire sur case blanche h3 · Pion blanc sur case blanche a2 · Pion blanc sur case noire b2 · Cavalier blanc sur case noire d2 · Pion blanc sur case noire f2 · Pion blanc sur case noire h2 · Tour blanche sur case noire a1 · Tour blanche sur case noire e1 · Roi blanc sur case noire g1 | Tour noire sur case noire f8 · Roi noir sur case blanche g8 · Pion noir sur case blanche f7 · Pion noir sur case noire g7 · Pion noir sur case blanche h7 · Pion noir sur case blanche a6 · Pion noir sur case blanche c6 · Fou noir sur case noire d6 · Tour noire sur case blanche e6 · Pion noir sur case blanche b5 · Cavalier noir sur case blanche d5 · Pion blanc sur case noire d4 · Fou noir sur case blanche g4 · Fou blanc sur case blanche b3 · Pion blanc sur case noire c3 · Dame blanche sur case blanche d3 · Fou blanc sur case noire e3 · Pion blanc sur case noire g3 · Dame noire sur case blanche h3 · Pion blanc sur case blanche a2 · Pion blanc sur case noire b2 · Cavalier blanc sur case noire d2 · Pion blanc sur case noire f2 · Pion blanc sur case noire h2 · Tour blanche sur case noire a1 · Tour blanche sur case noire e1 · Roi blanc sur case noire g1 | Tour noire sur case noire f8 · Roi noir sur case blanche g8 · Pion noir sur case blanche f7 · Pion noir sur case noire g7 · Pion noir sur case blanche h7 · Pion noir sur case blanche a6 · Pion noir sur case blanche c6 · Fou noir sur case noire d6 · Tour noire sur case blanche e6 · Pion noir sur case blanche b5 · Cavalier noir sur case blanche d5 · Pion blanc sur case noire d4 · Fou noir sur case blanche g4 · Fou blanc sur case blanche b3 · Pion blanc sur case noire c3 · Dame blanche sur case blanche d3 · Fou blanc sur case noire e3 · Pion blanc sur case noire g3 · Dame noire sur case blanche h3 · Pion blanc sur case blanche a2 · Pion blanc sur case noire b2 · Cavalier blanc sur case noire d2 · Pion blanc sur case noire f2 · Pion blanc sur case noire h2 · Tour blanche sur case noire a1 · Tour blanche sur case noire e1 · Roi blanc sur case noire g1 | Tour noire sur case noire f8 · Roi noir sur case blanche g8 · Pion noir sur case blanche f7 · Pion noir sur case noire g7 · Pion noir sur case blanche h7 · Pion noir sur case blanche a6 · Pion noir sur case blanche c6 · Fou noir sur case noire d6 · Tour noire sur case blanche e6 · Pion noir sur case blanche b5 · Cavalier noir sur case blanche d5 · Pion blanc sur case noire d4 · Fou noir sur case blanche g4 · Fou blanc sur case blanche b3 · Pion blanc sur case noire c3 · Dame blanche sur case blanche d3 · Fou blanc sur case noire e3 · Pion blanc sur case noire g3 · Dame noire sur case blanche h3 · Pion blanc sur case blanche a2 · Pion blanc sur case noire b2 · Cavalier blanc sur case noire d2 · Pion blanc sur case noire f2 · Pion blanc sur case noire h2 · Tour blanche sur case noire a1 · Tour blanche sur case noire e1 · Roi blanc sur case noire g1 | Tour noire sur case noire f8 · Roi noir sur case blanche g8 · Pion noir sur case blanche f7 · Pion noir sur case noire g7 · Pion noir sur case blanche h7 · Pion noir sur case blanche a6 · Pion noir sur case blanche c6 · Fou noir sur case noire d6 · Tour noire sur case blanche e6 · Pion noir sur case blanche b5 · Cavalier noir sur case blanche d5 · Pion blanc sur case noire d4 · Fou noir sur case blanche g4 · Fou blanc sur case blanche b3 · Pion blanc sur case noire c3 · Dame blanche sur case blanche d3 · Fou blanc sur case noire e3 · Pion blanc sur case noire g3 · Dame noire sur case blanche h3 · Pion blanc sur case blanche a2 · Pion blanc sur case noire b2 · Cavalier blanc sur case noire d2 · Pion blanc sur case noire f2 · Pion blanc sur case noire h2 · Tour blanche sur case noire a1 · Tour blanche sur case noire e1 · Roi blanc sur case noire g1 | 2 |
| 1 | Tour noire sur case noire f8 · Roi noir sur case blanche g8 · Pion noir sur case blanche f7 · Pion noir sur case noire g7 · Pion noir sur case blanche h7 · Pion noir sur case blanche a6 · Pion noir sur case blanche c6 · Fou noir sur case noire d6 · Tour noire sur case blanche e6 · Pion noir sur case blanche b5 · Cavalier noir sur case blanche d5 · Pion blanc sur case noire d4 · Fou noir sur case blanche g4 · Fou blanc sur case blanche b3 · Pion blanc sur case noire c3 · Dame blanche sur case blanche d3 · Fou blanc sur case noire e3 · Pion blanc sur case noire g3 · Dame noire sur case blanche h3 · Pion blanc sur case blanche a2 · Pion blanc sur case noire b2 · Cavalier blanc sur case noire d2 · Pion blanc sur case noire f2 · Pion blanc sur case noire h2 · Tour blanche sur case noire a1 · Tour blanche sur case noire e1 · Roi blanc sur case noire g1 | Tour noire sur case noire f8 · Roi noir sur case blanche g8 · Pion noir sur case blanche f7 · Pion noir sur case noire g7 · Pion noir sur case blanche h7 · Pion noir sur case blanche a6 · Pion noir sur case blanche c6 · Fou noir sur case noire d6 · Tour noire sur case blanche e6 · Pion noir sur case blanche b5 · Cavalier noir sur case blanche d5 · Pion blanc sur case noire d4 · Fou noir sur case blanche g4 · Fou blanc sur case blanche b3 · Pion blanc sur case noire c3 · Dame blanche sur case blanche d3 · Fou blanc sur case noire e3 · Pion blanc sur case noire g3 · Dame noire sur case blanche h3 · Pion blanc sur case blanche a2 · Pion blanc sur case noire b2 · Cavalier blanc sur case noire d2 · Pion blanc sur case noire f2 · Pion blanc sur case noire h2 · Tour blanche sur case noire a1 · Tour blanche sur case noire e1 · Roi blanc sur case noire g1 | Tour noire sur case noire f8 · Roi noir sur case blanche g8 · Pion noir sur case blanche f7 · Pion noir sur case noire g7 · Pion noir sur case blanche h7 · Pion noir sur case blanche a6 · Pion noir sur case blanche c6 · Fou noir sur case noire d6 · Tour noire sur case blanche e6 · Pion noir sur case blanche b5 · Cavalier noir sur case blanche d5 · Pion blanc sur case noire d4 · Fou noir sur case blanche g4 · Fou blanc sur case blanche b3 · Pion blanc sur case noire c3 · Dame blanche sur case blanche d3 · Fou blanc sur case noire e3 · Pion blanc sur case noire g3 · Dame noire sur case blanche h3 · Pion blanc sur case blanche a2 · Pion blanc sur case noire b2 · Cavalier blanc sur case noire d2 · Pion blanc sur case noire f2 · Pion blanc sur case noire h2 · Tour blanche sur case noire a1 · Tour blanche sur case noire e1 · Roi blanc sur case noire g1 | Tour noire sur case noire f8 · Roi noir sur case blanche g8 · Pion noir sur case blanche f7 · Pion noir sur case noire g7 · Pion noir sur case blanche h7 · Pion noir sur case blanche a6 · Pion noir sur case blanche c6 · Fou noir sur case noire d6 · Tour noire sur case blanche e6 · Pion noir sur case blanche b5 · Cavalier noir sur case blanche d5 · Pion blanc sur case noire d4 · Fou noir sur case blanche g4 · Fou blanc sur case blanche b3 · Pion blanc sur case noire c3 · Dame blanche sur case blanche d3 · Fou blanc sur case noire e3 · Pion blanc sur case noire g3 · Dame noire sur case blanche h3 · Pion blanc sur case blanche a2 · Pion blanc sur case noire b2 · Cavalier blanc sur case noire d2 · Pion blanc sur case noire f2 · Pion blanc sur case noire h2 · Tour blanche sur case noire a1 · Tour blanche sur case noire e1 · Roi blanc sur case noire g1 | Tour noire sur case noire f8 · Roi noir sur case blanche g8 · Pion noir sur case blanche f7 · Pion noir sur case noire g7 · Pion noir sur case blanche h7 · Pion noir sur case blanche a6 · Pion noir sur case blanche c6 · Fou noir sur case noire d6 · Tour noire sur case blanche e6 · Pion noir sur case blanche b5 · Cavalier noir sur case blanche d5 · Pion blanc sur case noire d4 · Fou noir sur case blanche g4 · Fou blanc sur case blanche b3 · Pion blanc sur case noire c3 · Dame blanche sur case blanche d3 · Fou blanc sur case noire e3 · Pion blanc sur case noire g3 · Dame noire sur case blanche h3 · Pion blanc sur case blanche a2 · Pion blanc sur case noire b2 · Cavalier blanc sur case noire d2 · Pion blanc sur case noire f2 · Pion blanc sur case noire h2 · Tour blanche sur case noire a1 · Tour blanche sur case noire e1 · Roi blanc sur case noire g1 | Tour noire sur case noire f8 · Roi noir sur case blanche g8 · Pion noir sur case blanche f7 · Pion noir sur case noire g7 · Pion noir sur case blanche h7 · Pion noir sur case blanche a6 · Pion noir sur case blanche c6 · Fou noir sur case noire d6 · Tour noire sur case blanche e6 · Pion noir sur case blanche b5 · Cavalier noir sur case blanche d5 · Pion blanc sur case noire d4 · Fou noir sur case blanche g4 · Fou blanc sur case blanche b3 · Pion blanc sur case noire c3 · Dame blanche sur case blanche d3 · Fou blanc sur case noire e3 · Pion blanc sur case noire g3 · Dame noire sur case blanche h3 · Pion blanc sur case blanche a2 · Pion blanc sur case noire b2 · Cavalier blanc sur case noire d2 · Pion blanc sur case noire f2 · Pion blanc sur case noire h2 · Tour blanche sur case noire a1 · Tour blanche sur case noire e1 · Roi blanc sur case noire g1 | Tour noire sur case noire f8 · Roi noir sur case blanche g8 · Pion noir sur case blanche f7 · Pion noir sur case noire g7 · Pion noir sur case blanche h7 · Pion noir sur case blanche a6 · Pion noir sur case blanche c6 · Fou noir sur case noire d6 · Tour noire sur case blanche e6 · Pion noir sur case blanche b5 · Cavalier noir sur case blanche d5 · Pion blanc sur case noire d4 · Fou noir sur case blanche g4 · Fou blanc sur case blanche b3 · Pion blanc sur case noire c3 · Dame blanche sur case blanche d3 · Fou blanc sur case noire e3 · Pion blanc sur case noire g3 · Dame noire sur case blanche h3 · Pion blanc sur case blanche a2 · Pion blanc sur case noire b2 · Cavalier blanc sur case noire d2 · Pion blanc sur case noire f2 · Pion blanc sur case noire h2 · Tour blanche sur case noire a1 · Tour blanche sur case noire e1 · Roi blanc sur case noire g1 | Tour noire sur case noire f8 · Roi noir sur case blanche g8 · Pion noir sur case blanche f7 · Pion noir sur case noire g7 · Pion noir sur case blanche h7 · Pion noir sur case blanche a6 · Pion noir sur case blanche c6 · Fou noir sur case noire d6 · Tour noire sur case blanche e6 · Pion noir sur case blanche b5 · Cavalier noir sur case blanche d5 · Pion blanc sur case noire d4 · Fou noir sur case blanche g4 · Fou blanc sur case blanche b3 · Pion blanc sur case noire c3 · Dame blanche sur case blanche d3 · Fou blanc sur case noire e3 · Pion blanc sur case noire g3 · Dame noire sur case blanche h3 · Pion blanc sur case blanche a2 · Pion blanc sur case noire b2 · Cavalier blanc sur case noire d2 · Pion blanc sur case noire f2 · Pion blanc sur case noire h2 · Tour blanche sur case noire a1 · Tour blanche sur case noire e1 · Roi blanc sur case noire g1 | 1 |
|   | a | b | c | d | e | f | g | h |   |

8...d5
- 9. exd5
  - 9...Cxd5 10. Cxe5 les Blancs acceptent le gambit Cxe5 11. Txe5 c6!
    - 12. d4 Fd6 13. Te1 Dh4 14. g3 Dh3 15. Fe3 Fg4 16. Dd3 Tae8 17. Cd2 Te6 variante principale selon Nunn's Chess Openings (voir diagramme). Dans cette ligne, les Noirs mettent à profit leur avance de développement pour mener une attaque sur le roque adverse. Comme on le voit, la compensation obtenue par les Noirs pour le pion sacrifié est de nature positionnelle : le développement des Blancs est freiné (pour repousser l'attaque des Noirs, les Blancs doivent renoncer à l'initiative pendant un temps assez long) et des faiblesses sont créées à leur aile Roi. 18. a4 Dh5 variante Spassky
    - 12. Fxd5 cxd5 13. d4 Fd6 14. Te3 variante Kevitz
    - 12. d3 Fd6 13. Te1 Ff5 14. Df3 Dh4 15. g3 Dh3 16. Cd2 Tae2 17. Ce4 Fg4 18. Dg2 Dxg2 19. Rxg2 f5 20. h3 Fh5 21. g4 fxe4 22. gxh5 exd3 23. Fxd5+ cxd5 24. Txe8  Txe8 25.Fe3 b4

  - 9...e4 variante Herman Steiner[5]
- 9. d4 refuse le gambit
- 9. d3 refuse le gambit

## Exemples de parties
Vasily Ivanchuk-Michael Adams, Terrassa (Espagne), 1991
1. e4 e5 2. Cf3 Cc6 3. Fb5 a6 4. Fa4 Cf6 5. o-o Fe7 6. Te1 b5 7. Fb3 o-o 8. c3 d5 9. exd5 Cxd5 10. Cxe5 Cxe5 11. Txe5 c6 12. d4 Fd6 13. Te1 Dh4 14. g3 Dh3 15. Fe3 Fg4 16. Dd3 Tae8 17. Cd2 Dh5 18. Cf1 Te6 19. Fd1 f5 20. Fxg4 Dxg4 21. Fd2 Tg6 22. Rg2 f4 23. f3 Dh5 24. g4 Dh4 25. Te2 Txg4+ 26. fxg4 f3+ 27. Rh1 fxe2 28. Dxe2 Rh8 29. Rg1 h6 30. Dg2 Ff4 31. Fe1 Dg5 32. h3 Dg6 33. Td1 Fb8 34. Td2 Db1 35. Ff2 Rg8 36. b3 Ff4 37. Te2 Cxc3 38. Te6 Dxa2 39. Txc6 Dxb3 40. Txa6 Ce2+ 41. Rh1 Fb8 42. Fe1 Dd1 0-1 (il peut suivre 43. Ta1 Dxa1 44. Dxe2 Txf1+ 45. Dxf1 Fg3).

Peter Leko-Viswanathan Anand, Cap d'Agde - B - rapide, 2003
1. e4 e5 2. Cf3 Cc6 3. Fb5 a6 4. Fa4 Cf6 5. o-o Fe7 6. Te1 b5 7. Fb3 o-o 8. c3 d5 9. exd5 Cxd5 10. Cxe5 Cxe5 11. Txe5 c6 12. Te1 Fd6 13. g3 Ff5 14. d4 Dd7 15. Fe3 Tae8 16. Cd2 Fg4 17. Dc2 Ff5 18. Dc1 h5 19. Cf3 Fg4 20. Ch4 Te6 21. Fd1 f5 22. Fxg4 hxg4 23. Fg5 f4 24. Dd2 Tfe8 25. Txe6 Dxe6 26. gxf4 De2 27. f5 De4 28. Tf1 Ff4 29. Fxf4 Cxf4 30. f3 gxf3 31. Cxf3 Tf8 32. De1 Dxf5 33. Rh1 Dh3 34. Df2 Ch5 35. Rg1 Tf4 36. De3 Dg4+ 37. Rh1 Cg3+ 38. hxg3 Dh3+ 39. Rg1 Dxg3+ 40. Rh1 Th4+ 41. Cxh4 Dxe3 42. Cg2 De2 43. Tf5 Dxb2 44. Tc5 Dxa2 45. Txc6 a5 0-1.

Judit Polgar-Michael Adams, San Luis, Championnat du monde FIDE 2005
1. e4 e5 2. Cf3 Cc6 3. Fb5 a6 4. Fa4 Cf6 5. o-o Fe7 6. Te1 b5 7. Fb3 o-o 8. c3 d5 9. exd5 Cxd5 10. Cxe5 Cxe5 11. Txe5 c6 12. d4 Fd6 13. Te1 Dh4 14. g3 Dh3 15. Fe3 Fg4 16. Dd3 Tae8 17. Cd2 Te6 18. a4 Dh5 19. axb5 axb5 20. Df1 Tfe8 21. Fxd5 Dxd5 22. h3 Fh5 23. Dg2 Dxg2+ 24. Rxg2 f5 25. Cf3 f4 26. Fd2 fxg3 27. Txe6 Txe6 28. Ta8+ Ff8 29. Ce5 gxf2 30. Rxf2 Te8 31. Ta6 Fd6 32. Ff4 Fxe5 33. Fxe5 Te6 34. b4 Rf7 35. Ta7+ Te7 36. Txe7+ Rxe7 37. Fxg7 1/2-1/2.

## Variantes «anti-Marshall»
Comme les Blancs ont des raisons de craindre la virulence de l'attaque Marshall, des lignes de jeu « anti-Marshall » sont devenues populaires. Après 1. e4 e5 2. Cf3 Cc6 3. Fb5 a6 4. Fa4 Cf6 5. o-o Fe7 6. Te1 b5 7. Fb3 o-o, les Blancs peuvent jouer pour éviter l'attaque Marshall:
- 8. a4 ;
- 8. d4 ;
- 8. h3.

## Autres ouvertures
Deux autres ouvertures sont aussi appelées « gambit Marshall » : il s'agit du sacrifice de pion 1.d4 d5 2.c4 c6 3.Cc3 e6 4.e4 dans la Défense semi-slave et, dans la défense Tarrasch du gambit de la dame, le sacrifice similaire : 1.d4 d5 2.c4 e6 3.Cc3 c5 4.cxd5 exd5 5.e4.